# John William Waterhouse
John William Waterhouse (pokřtěn 6. dubna 1849 – 10. února 1917) byl anglický malíř známý svými obrazy v prerafaelitském stylu. Přídomek „moderní prerafaelita“ si vysloužil vzhledem k tomu, že tvořil až několik desítek let po rozpadu tzv. Prerafaelitského bratrstva, které zažívalo největší slávu v polovině 19. století. Inspiroval se jak někdejšími prerafaelity, tak i svými současníky – impresionisty. Jeho díla jsou známa zobrazováním žen z řecké mytologie a Artušovských legend.
Narodil se v Itálii. Oba jeho rodiče byli malíři pocházející z Anglie. Později se přestěhoval do Londýna, kde se zapsal na Royal Academy of Arts. Záhy zde začal vystavovat na výročních letních výstavách, na nichž vystavoval velké malby zobrazující scény z každodenního života a mytologie starých Řeků. Později ve své kariéře se přiklonil k prerafaelitskému stylu malby, přestože tento styl nebyl na Britské umělecké scéně v módě už několik desítek let.
Ačkoliv Waterhouse nebyl tak známý jako dřívější prerafaelité, např. Dante Gabriel Rossetti, John Everett Millais či William Holman Hunt, jsou jeho práce v současnosti vystaveny v několika nejvýznamnějších britských uměleckých galeriích. V roce 2009 uspořádala Royal Academy of Arts velkou retrospektivní výstavu jeho díla.

## Biografie

### Mládí
J. W. Waterhouse se narodil britským malířům Williamovi a Isabelle Waterhouseovým v Římě roku 1849. Tedy ve stejném roce kdy Prerafaelitské bratrstvo (Dante Gabriel Rossetti, John Everett Millais a William Holman Hunt), poprvé rozvířilo stojaté vody londýnské umělecké scény. Přesný den jeho narození není znám, ale pokřtěn byl 6. dubna, a pozdější znalec Waterhouseova díla, Peter Trippi, se domnívá, že se narodil někdy mezi 1. a 23. lednem. Dětství strávené v Itálii se projevilo také na jeho malbách, které často zpodobňují výjevy z antického Říma nebo římské mytologie.
V roce 1854 se manželé Waterhouseovi vrátili i se synem zpět do Anglie a nastěhovali se do nového domu v South Kensingtonu v Londýně, který se nacházel v blízkosti nově založeného muzea. V roce 1871 nastoupil Waterhouse na již zmíněnou Royal Academy of Arts, kde původně studoval sochu, ale později se přeorientoval na malbu.

### Počátky tvorby
Časná Waterhouseova díla nebyla v prerafaelitském stylu, ale zobrazovala klasická téma po vzoru Lawrence Alma-Tademy a Fredericka Leightona. Tyto jeho časné práce byly vystaveny v různých galeriích, a jeho dílo z roku 1874 nazvané „Spánek a jeho nevlastní bratr Smrt“ bylo vystaveno na výroční výstavě Royal Academy.
Obraz měl velký úspěch, a od té doby vystavoval Waterhouse na každé výroční výstavě až do roku 1916, s výjimkou let 1890 a 1915. Jeho pozice na londýnské umělecké scéně se utužovala, a snad i díky tomuto úspěchu rostl také rozsah jeho děl.

### Pozdní tvorba
V roce 1883 se oženil s Esther Kenworthyovou, dcerou ředitele umělecké školy z Ealingu, která také vystavovala na Royal Academy. Neměli spolu žádné děti. V roce 1895 byl Waterhouse jmenován členem akademie. Učil na umělecké škole St. John’s Wood a zasedal v radě Royal Academy.

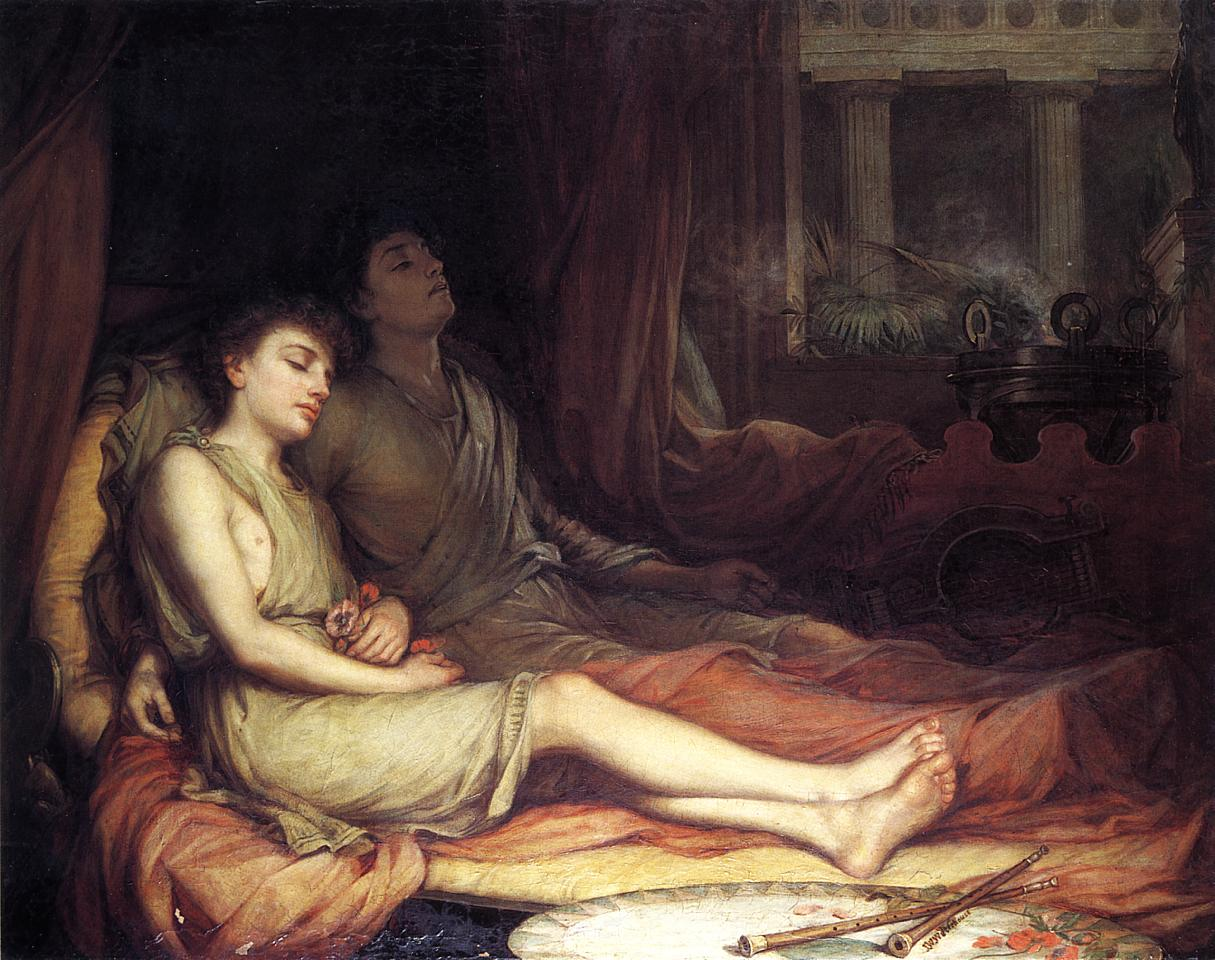
Spánek a jeho nevlastní bratr Smrt, 1874

Jedním z nejznámějších Waterhouseových děl je malba nazvaná Paní ze Shalott (The Lady of Shalott). Jedná se o portrét ženy z Artušovských legend, která umírá poté, co nezíská Lancelotovu lásku. Ve skutečnosti namaloval Waterhouse s touto postavou tři obrazy, v roce 1888, 1894 a 1916. Dalším Waterhouseovým objektem byla Ofélie ze Shakespearovy hry  Hamlet. Nejznámější obraz s Ofélií ji zobrazuje těsně před smrtí, jak sedí u jezera a zaplétá si do vlasů květiny. Stejně jako Paní ze Shalott a jeho další díla se i tento obraz zabývá tématem ženy umírající ve vodě nebo blízko ní.
Waterhouse bohužel nemohl dokončit sérii obrazů s Ofélií, protože se u něj v roce 1915 projevila rakovina ve smrtelném stádiu. Umírá o dva roky později a je pohřben na hřbitově Kensal Green v Londýně.

## Galerie
Jeho dílo obsahuje 118 maleb.

### 70. léta

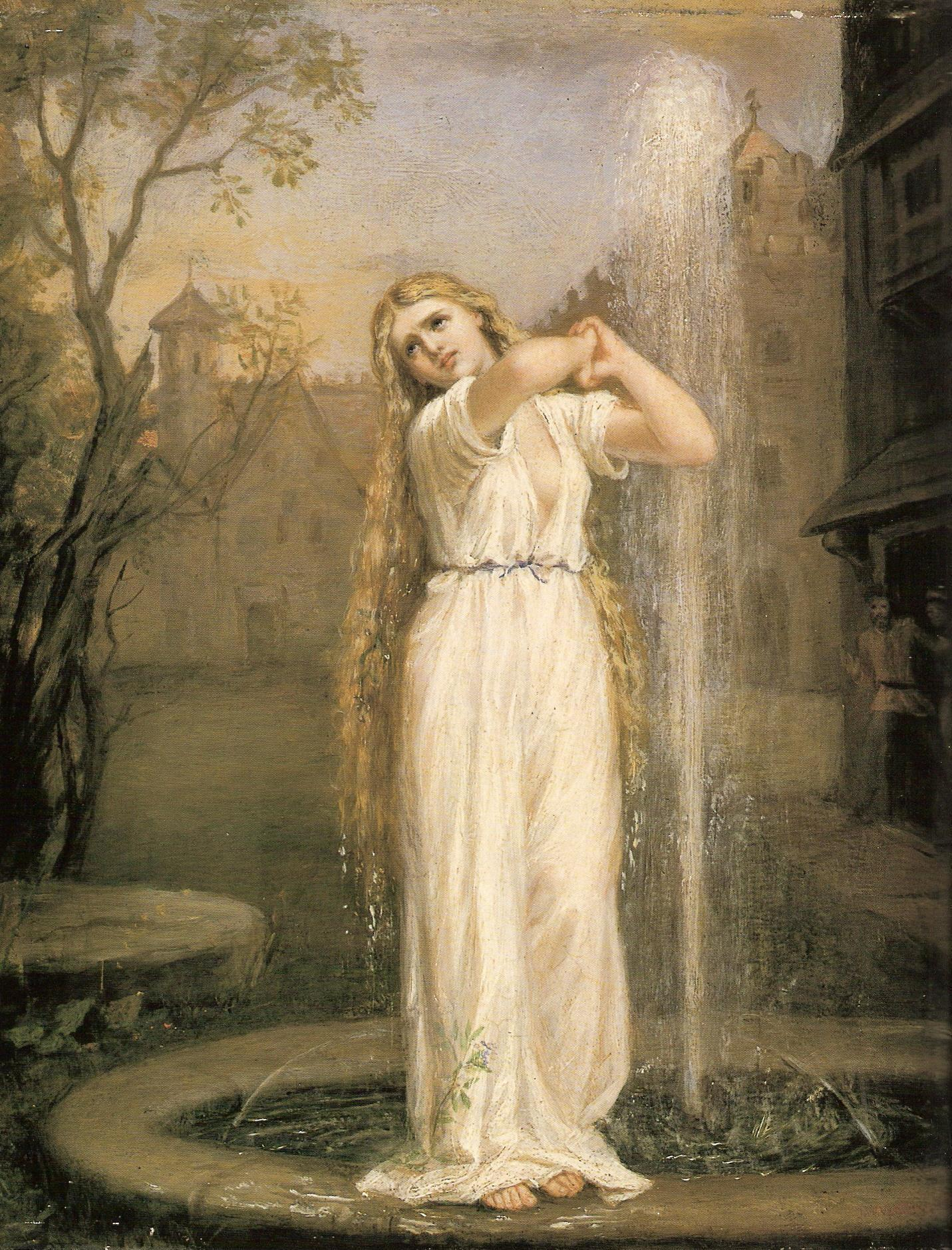
Undine 1872
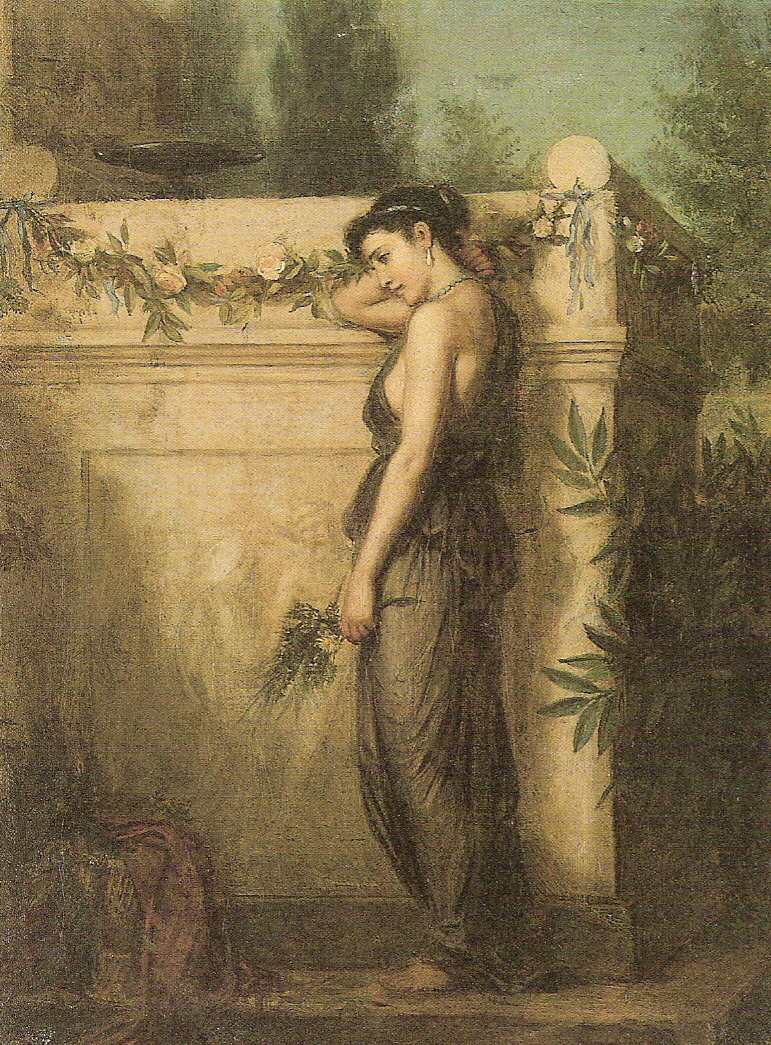
Gone But Not Forgotten (Odešel, ale není zapomenut) 1873
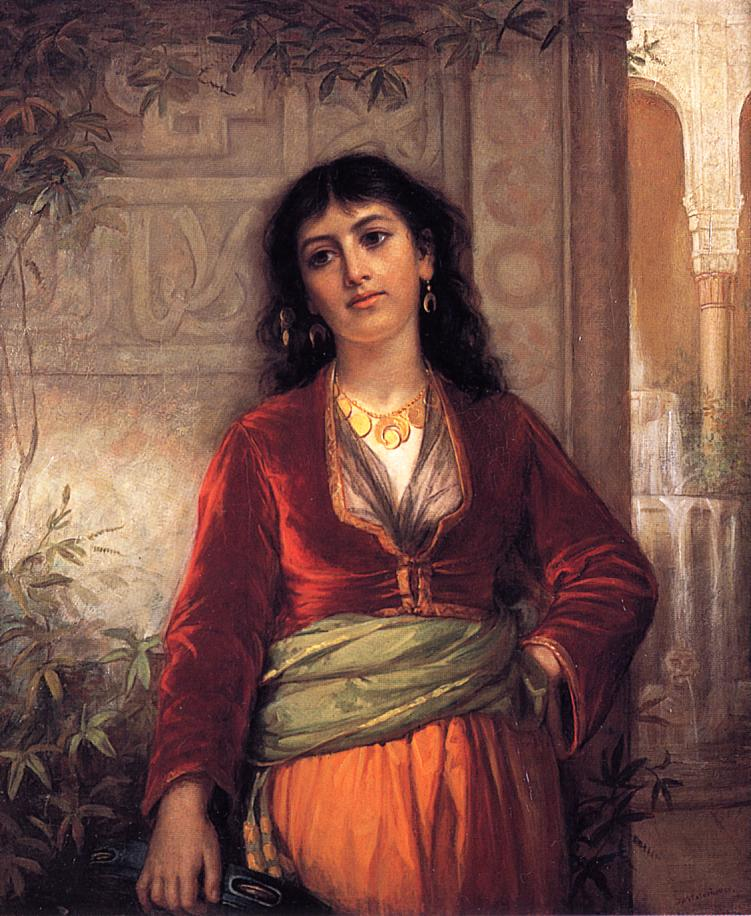
The Unwelcome Companion - a Street Scene in Cairo (Nevítaný společník – Pouliční výjev v Káhiře) 1873
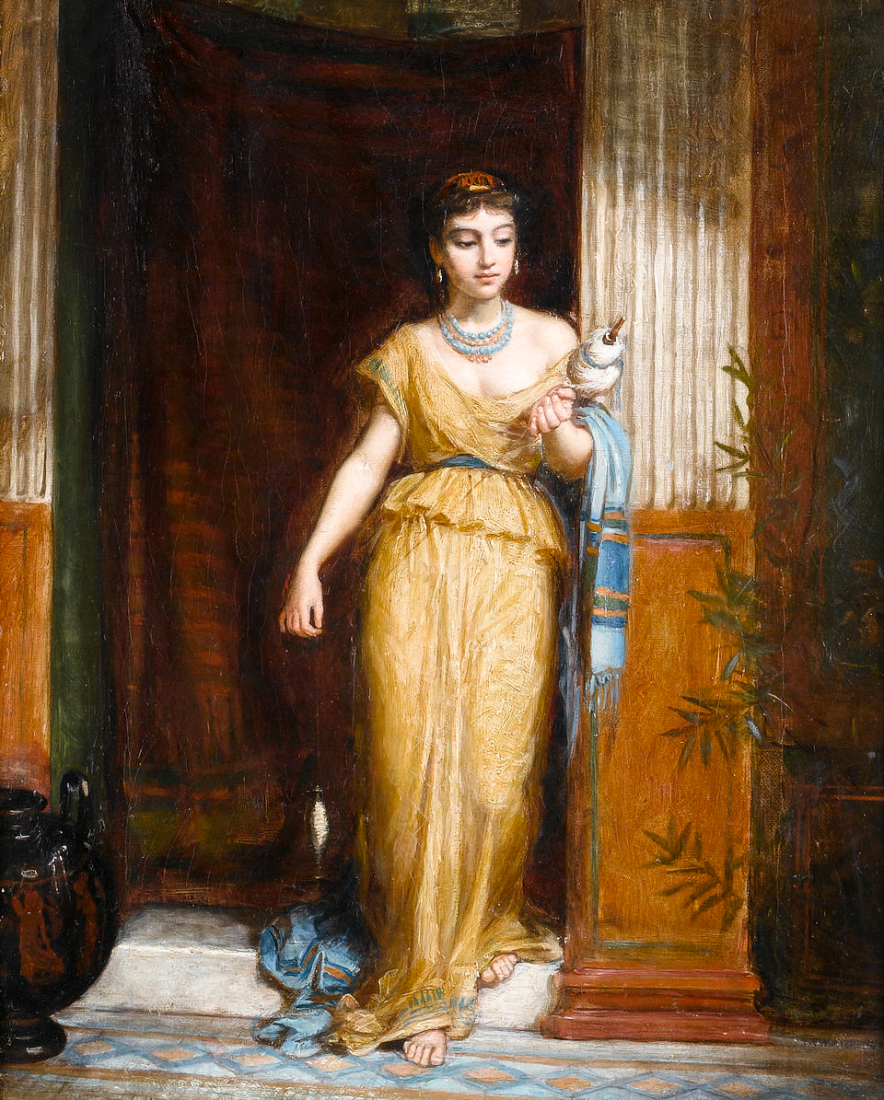
La Fileuse 1874
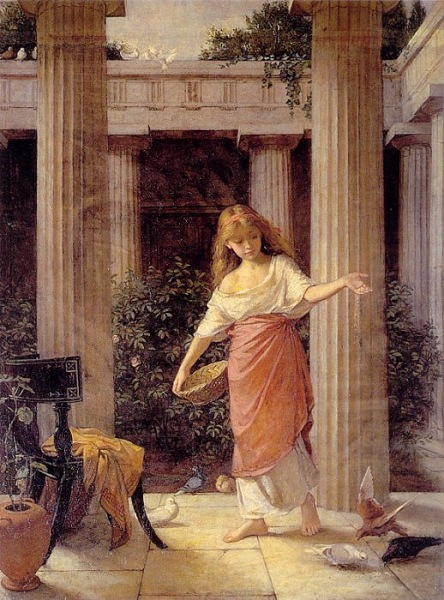
Peristyle (Sloupořadí) 1874
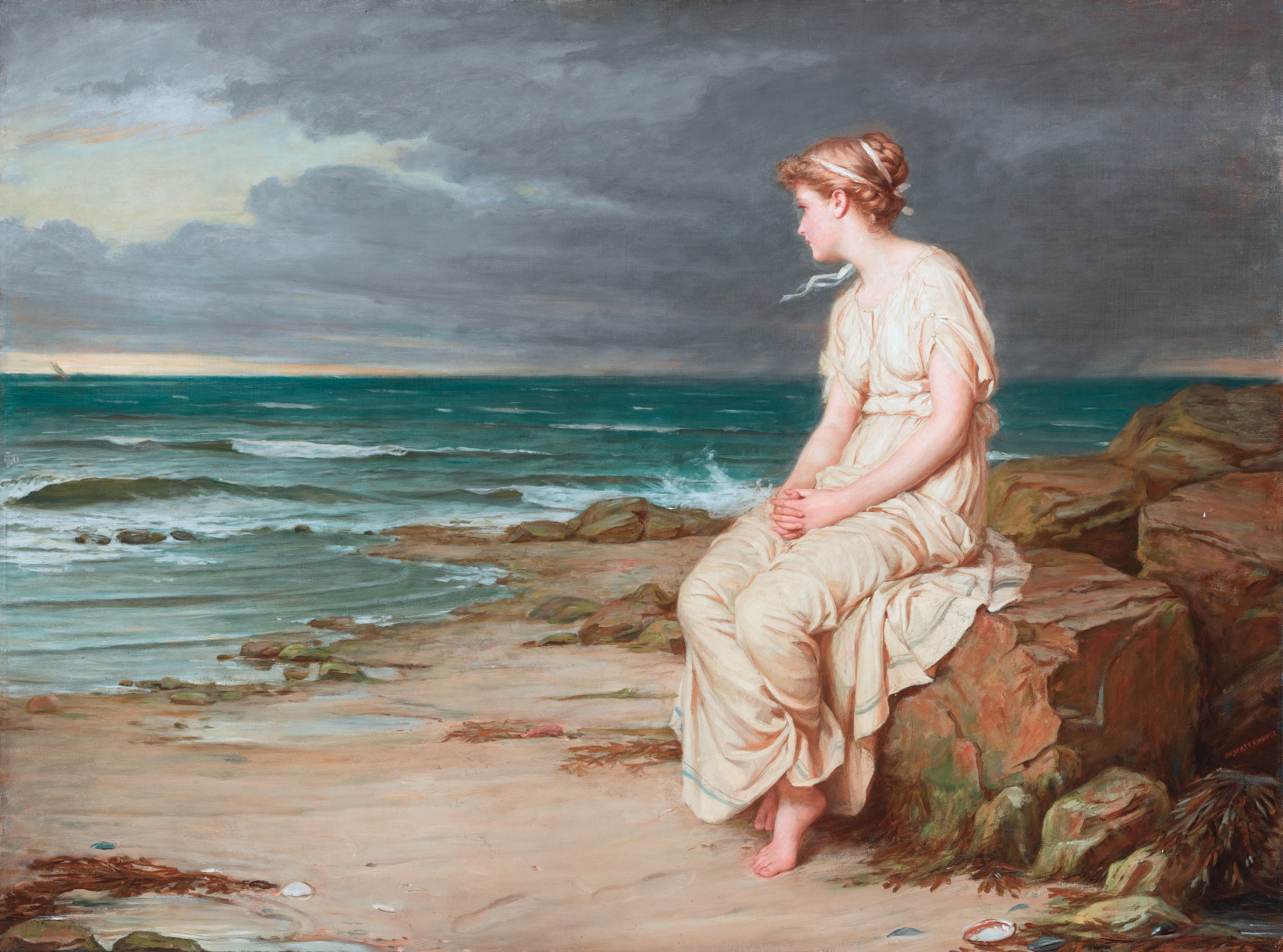
Miranda 1875
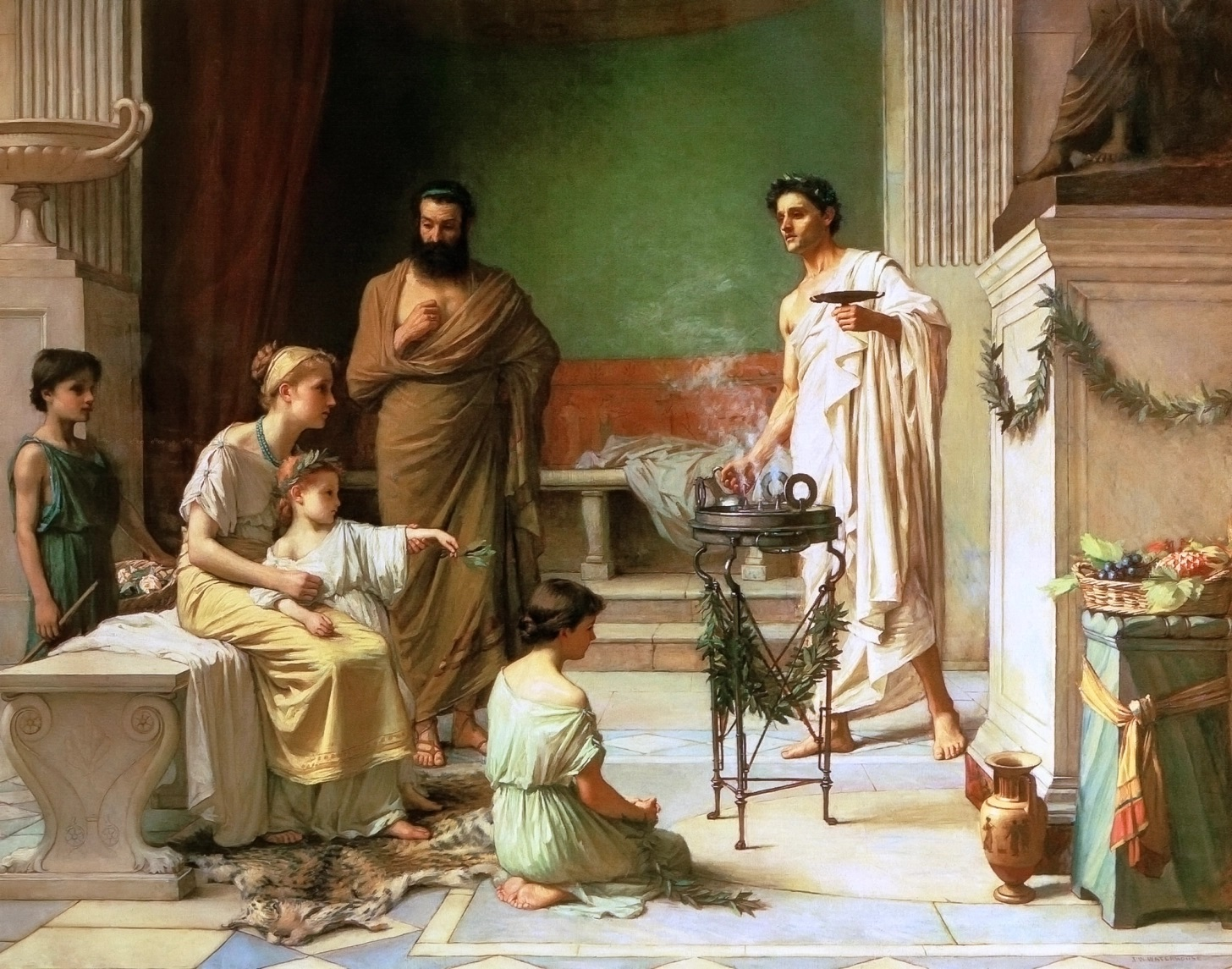
Temple of Aesculapius (Nemocné dítě v Asklépiově chrámě) 1877
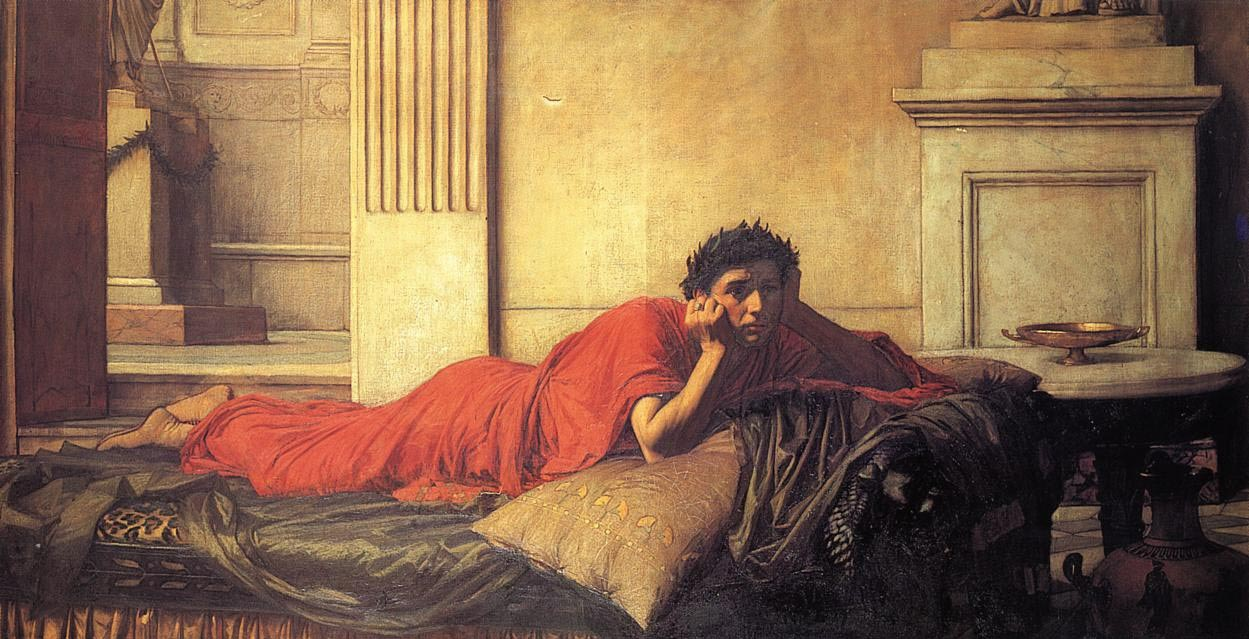
The Remorse of the Emperor Nero after the Murder of his Mother (Císař Nero má výčitky svědomí po vraždě své matky) 1878

### 80. léta

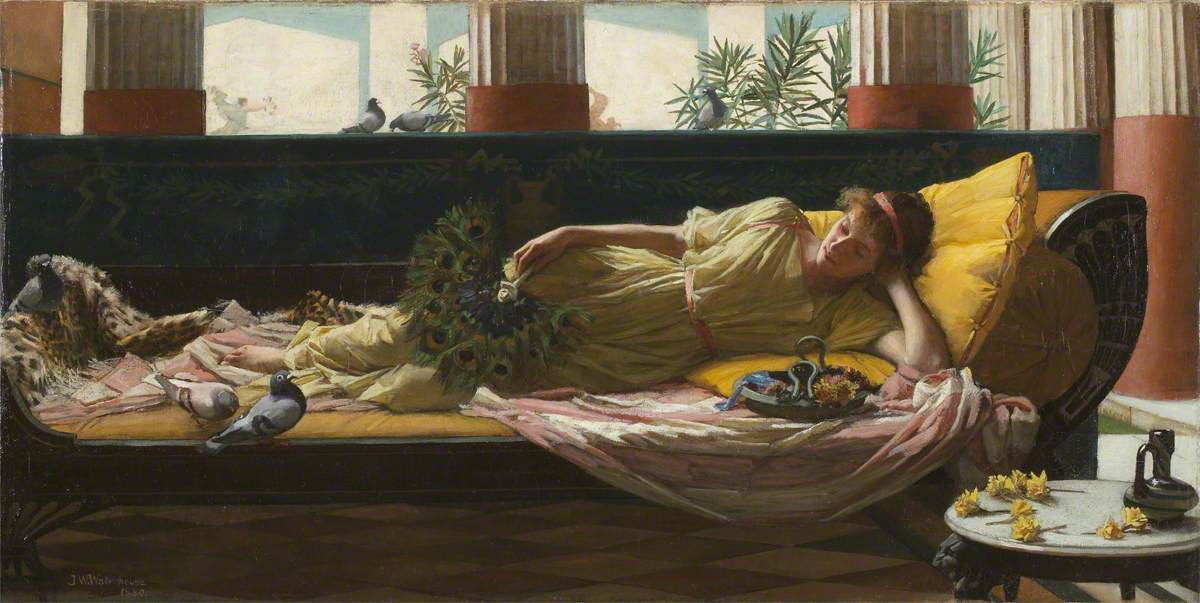
Dolce far Niente 1880
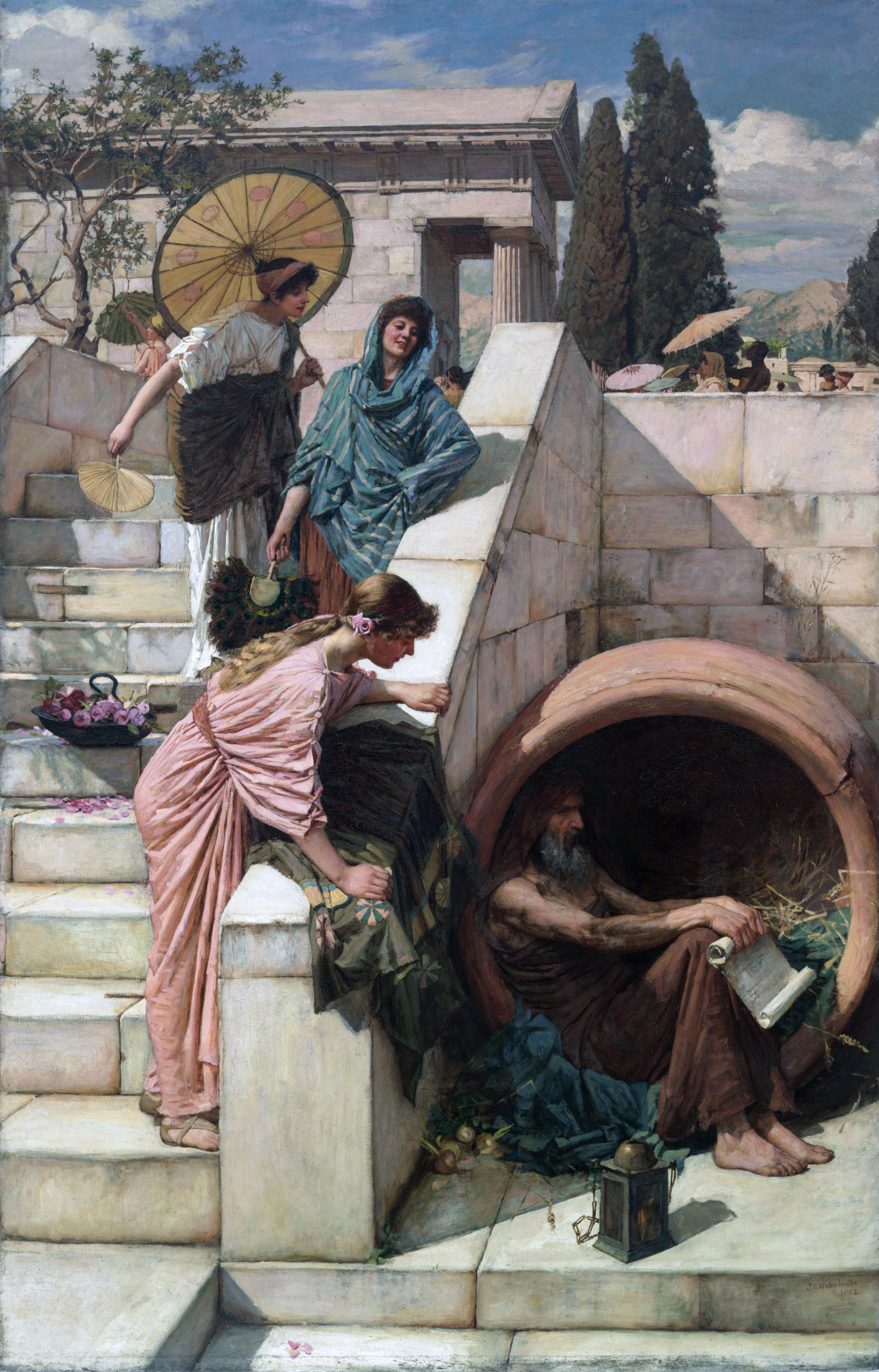
Diogenes (Díogenés) 1882
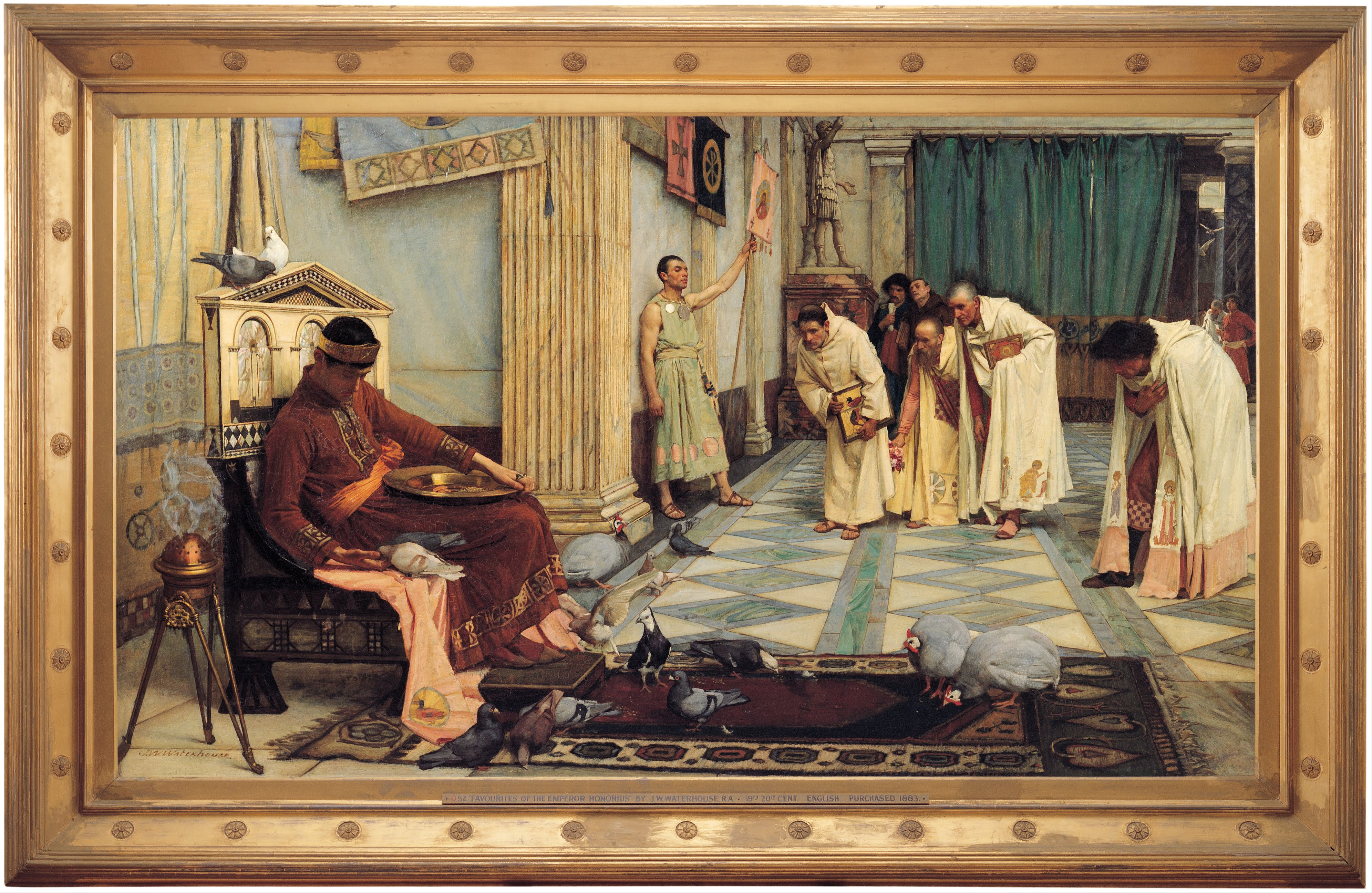
The Favorites of the Emperor Honorius (Oblíbenci císaře Honoria) 1883
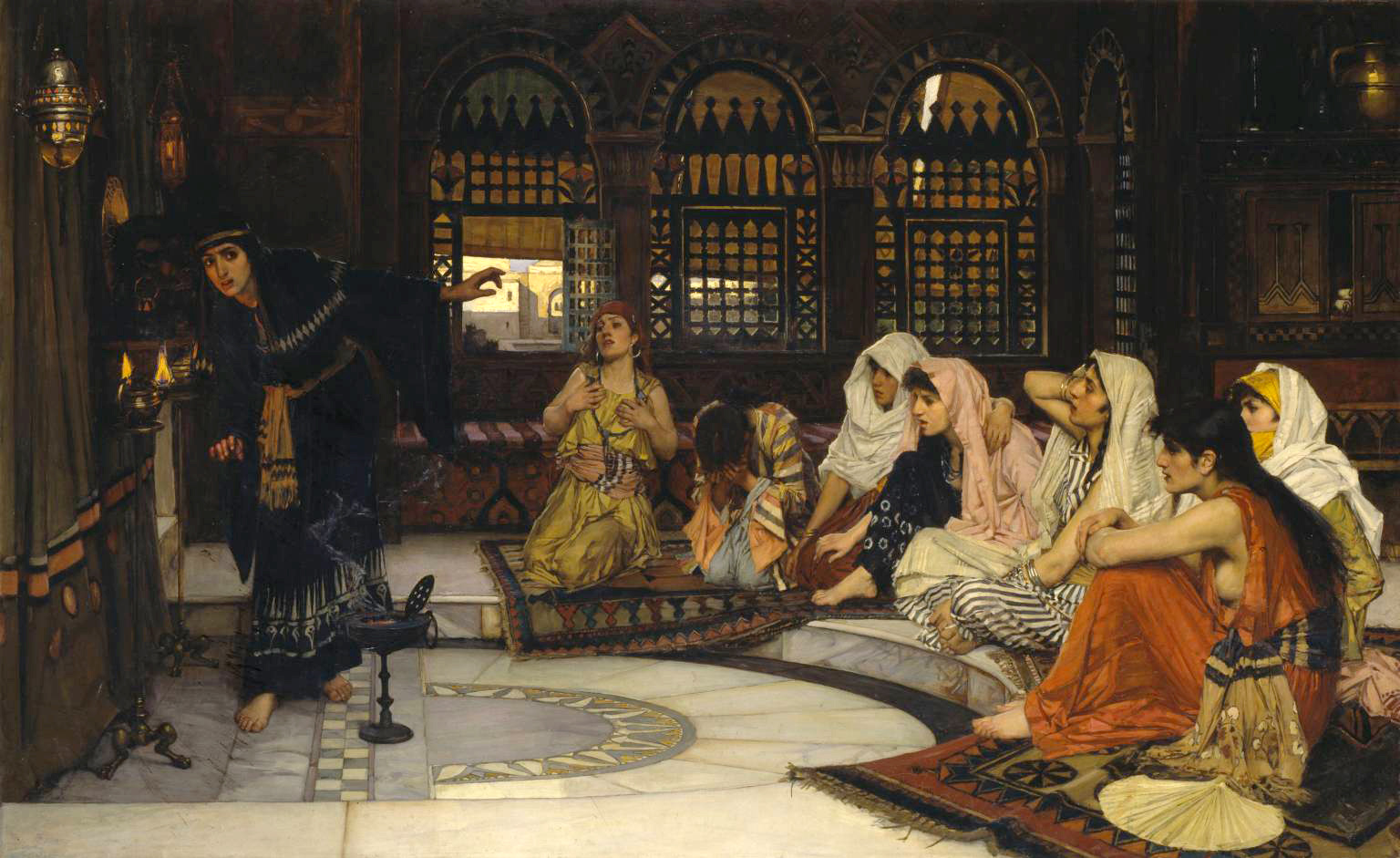
Consulting the Oracle (Schůzka s vědmou) 1884
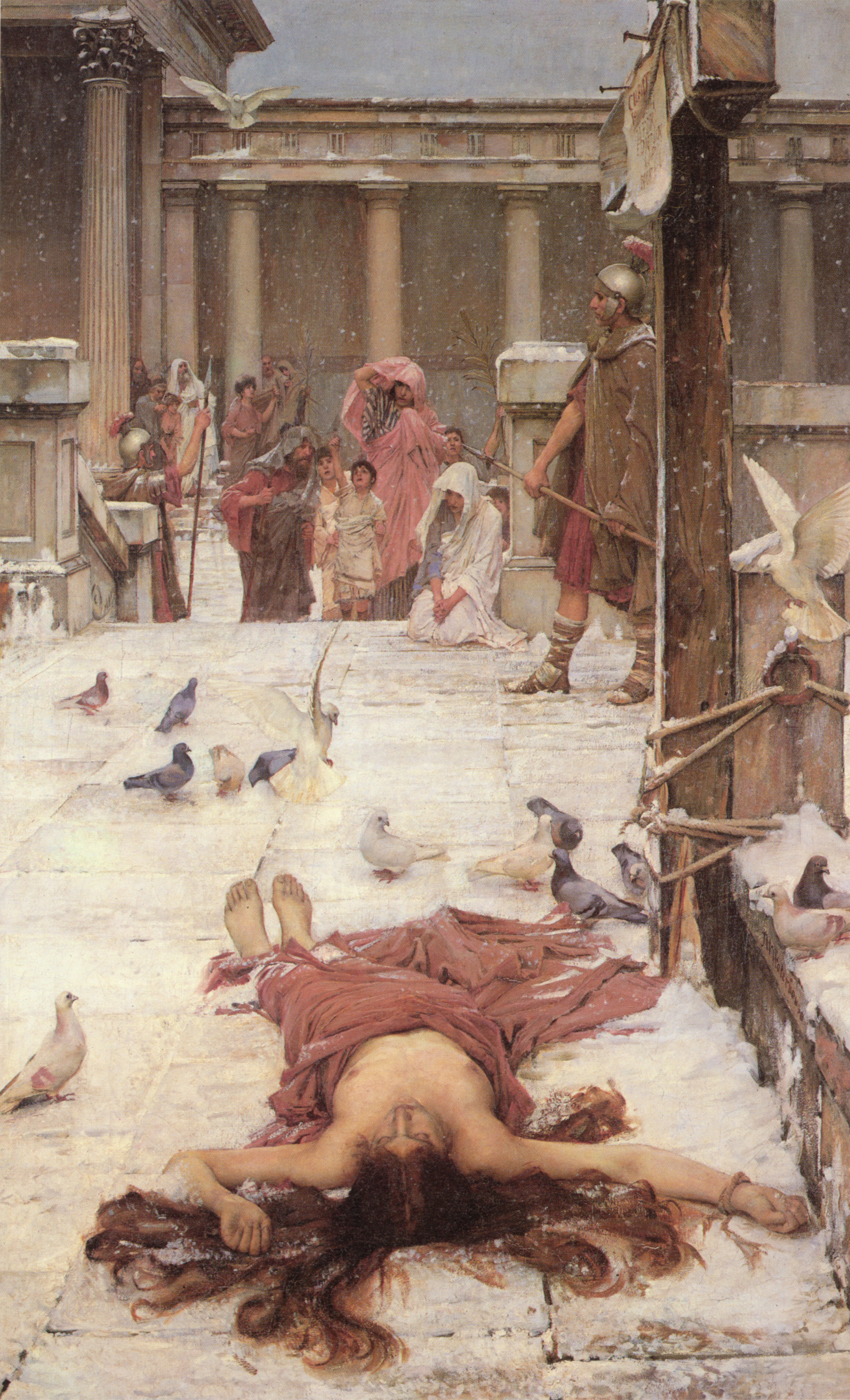
Saint Eulalia 1885
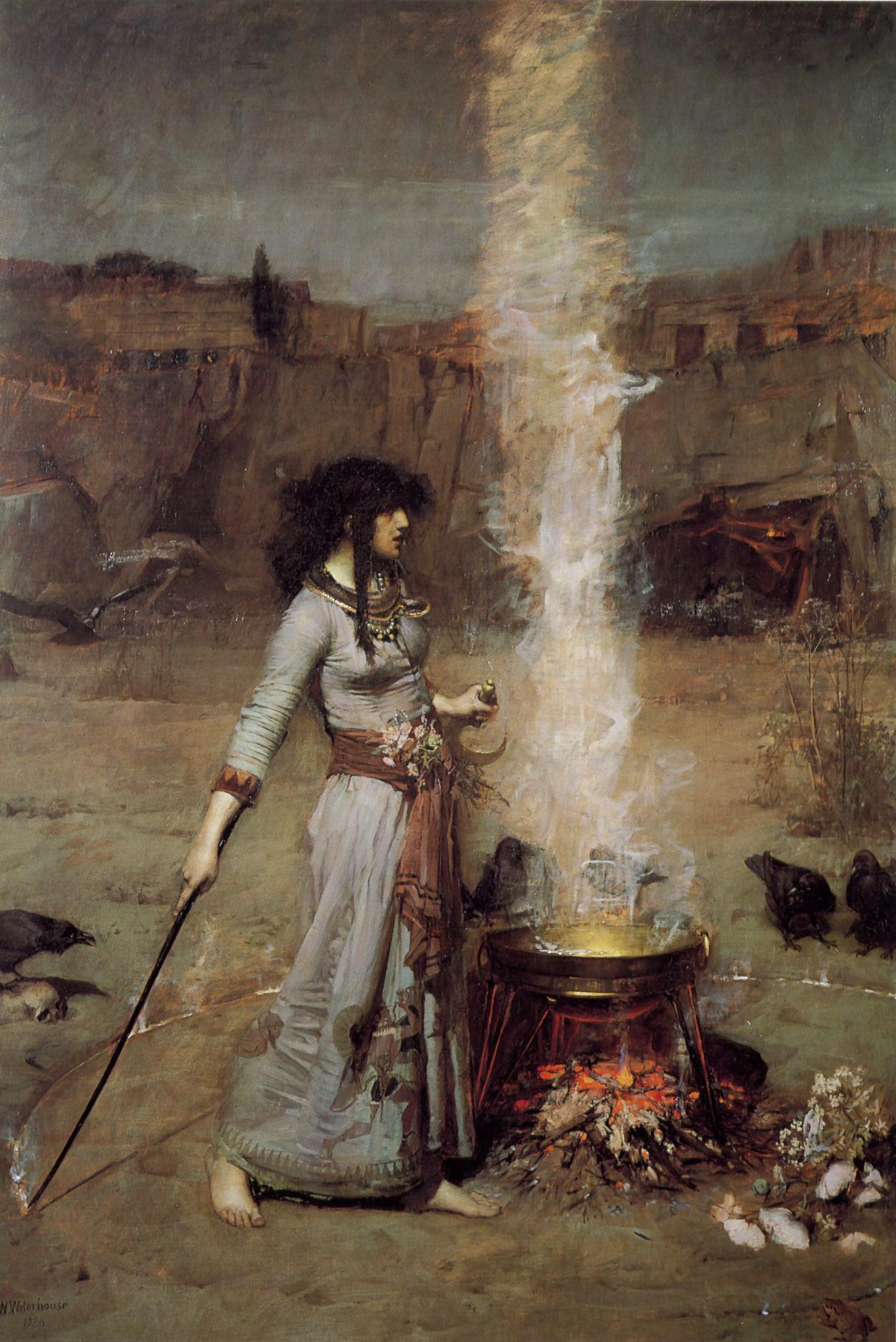
Magic Circle (Magický kruh) 1886
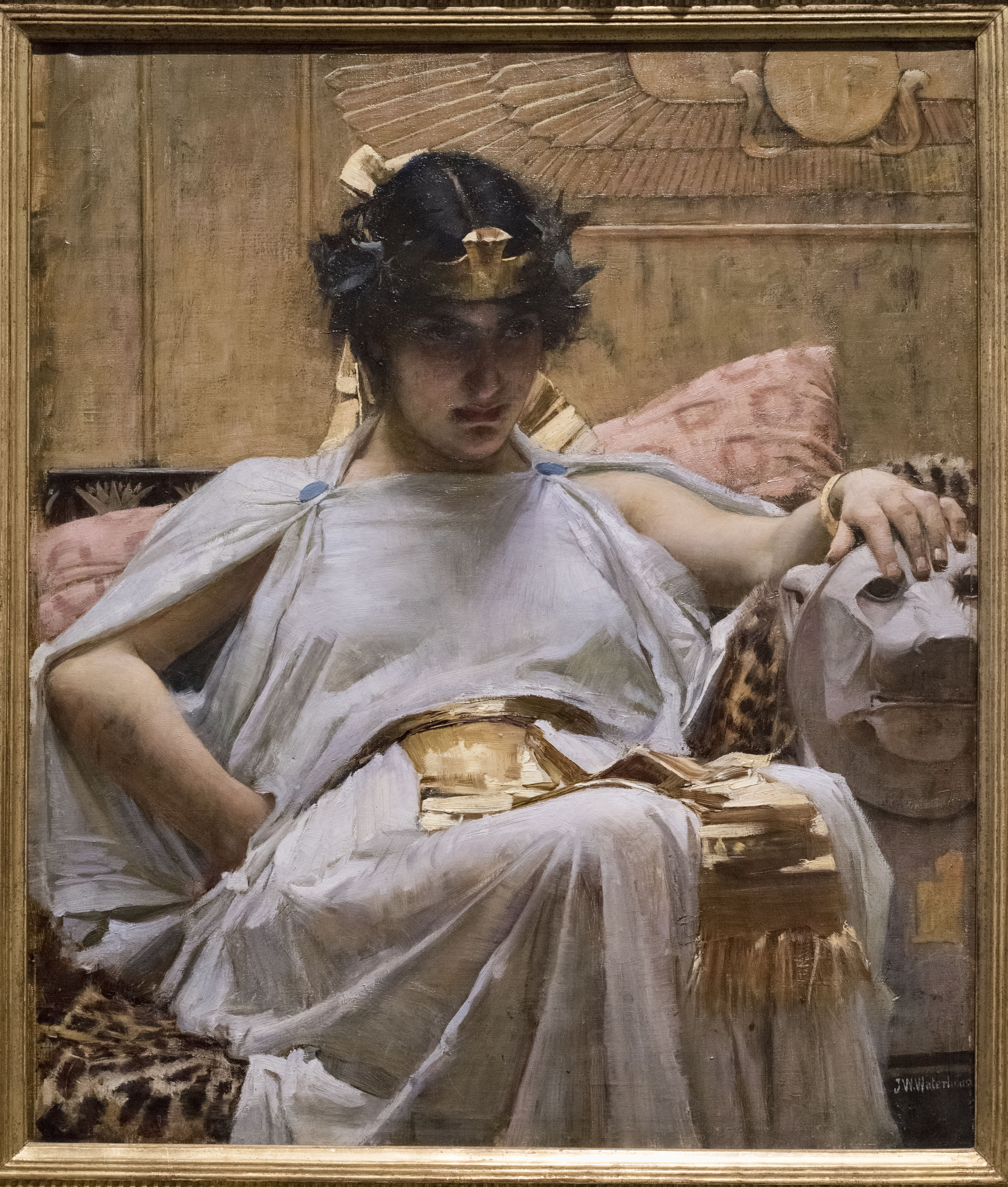
Cleopatra (Kleopatra) 1888
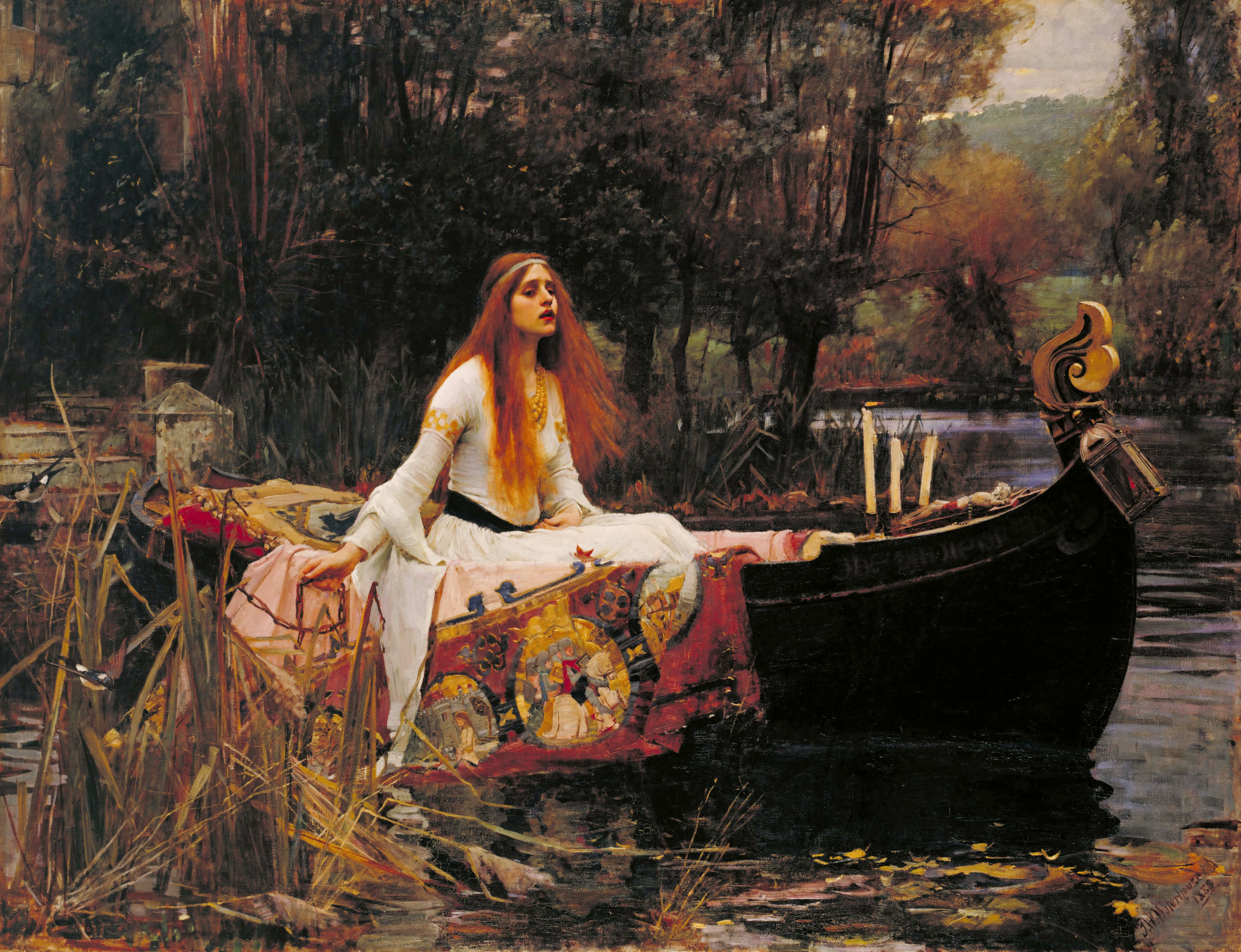
The Lady of Shalott (Paní ze Shalott) 1888
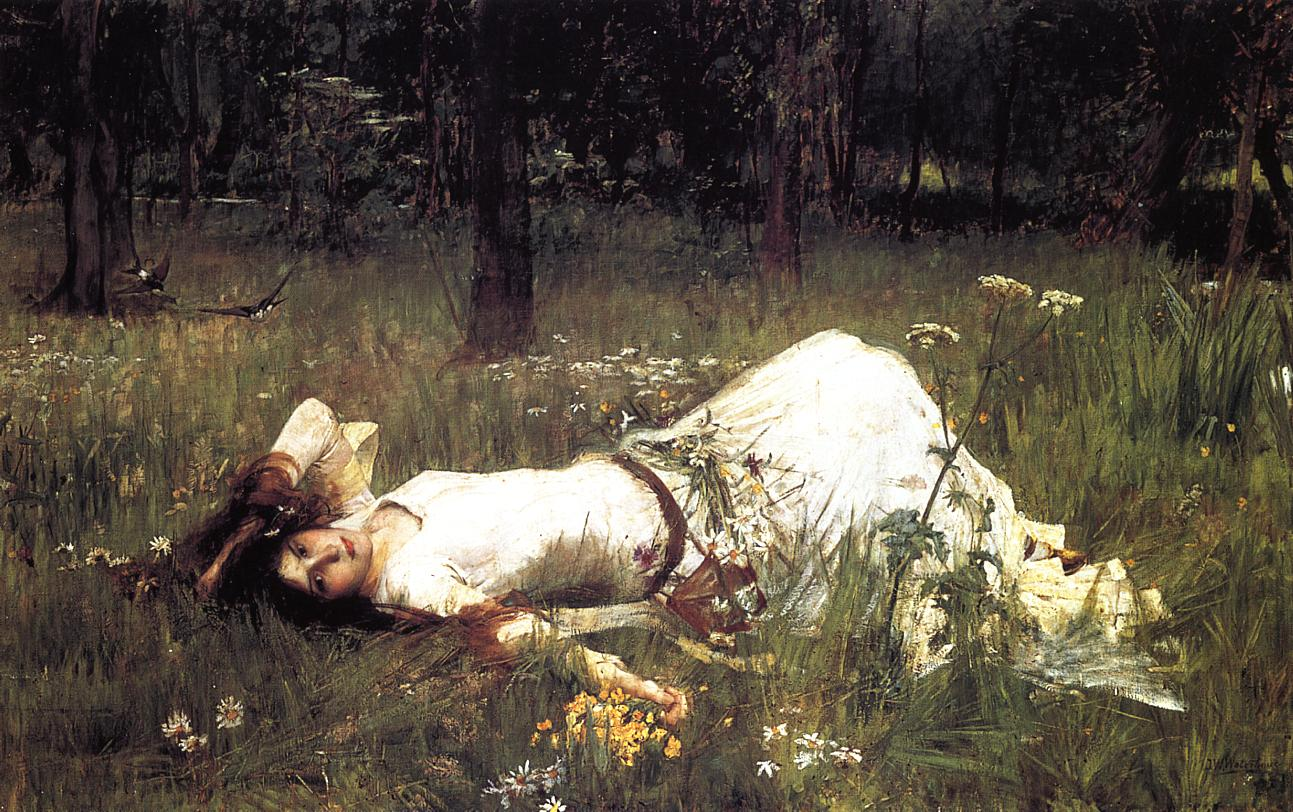
Ophelia (Ofélie) 1889

### 90. léta

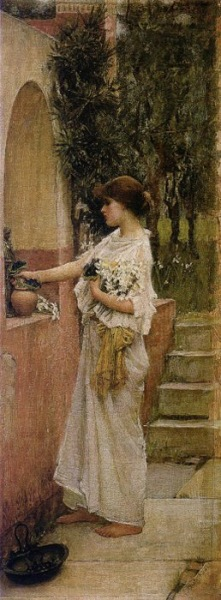
A Roman Offering (Římská oběť) 1890
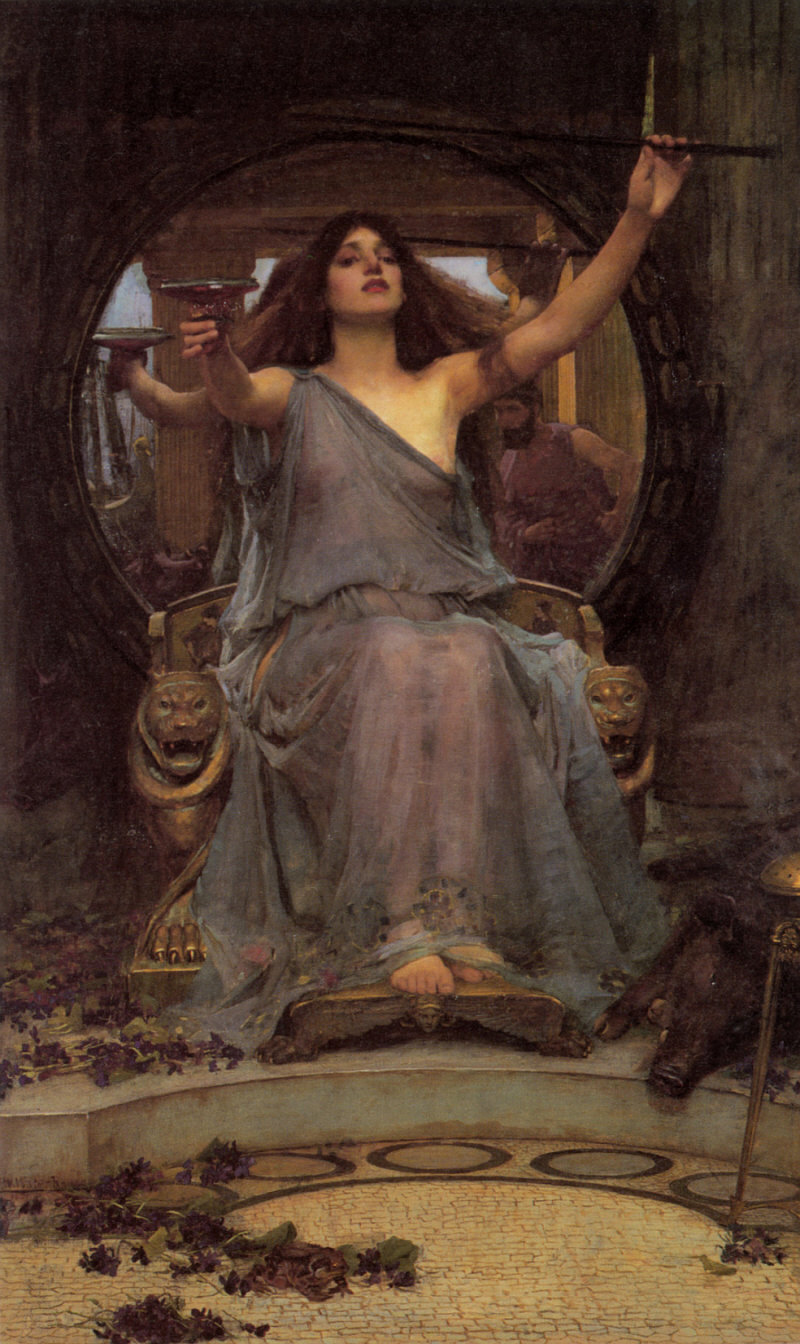
Circe Offering the Cup to Odysseus (Kirké nabízející Odysseovi pohár) 1891
Ulysses and the Sirens (Odysseus a sirény) 1891
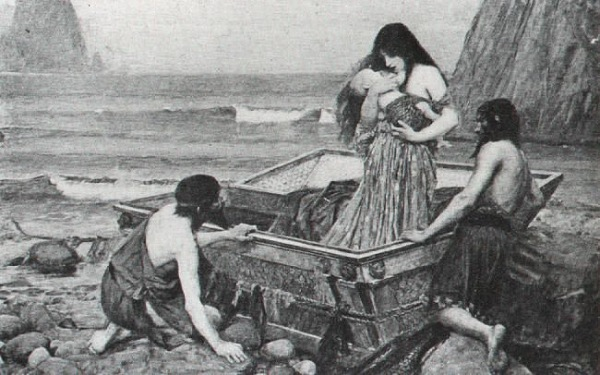
Danaë 1892
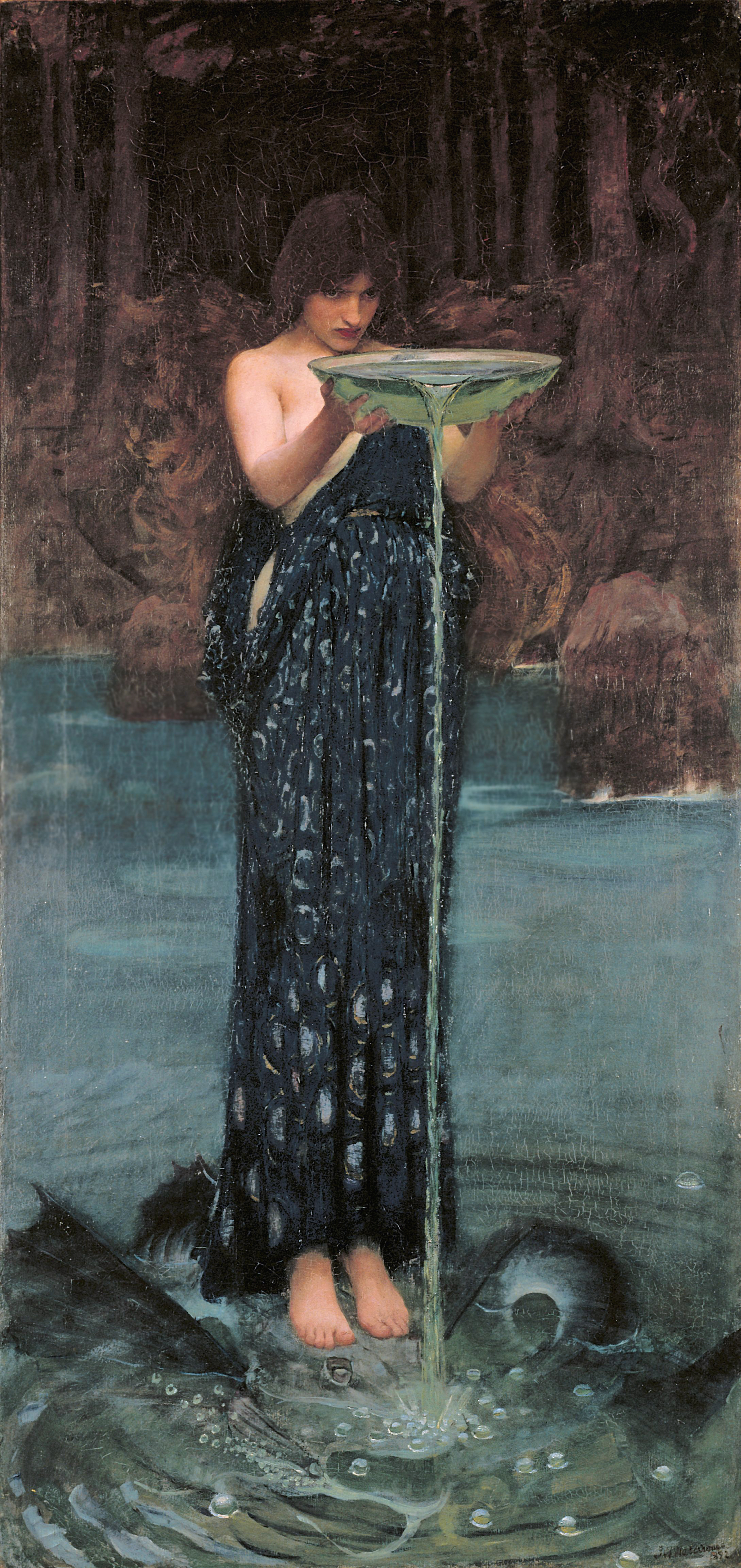
Circe Invidiosa 1892
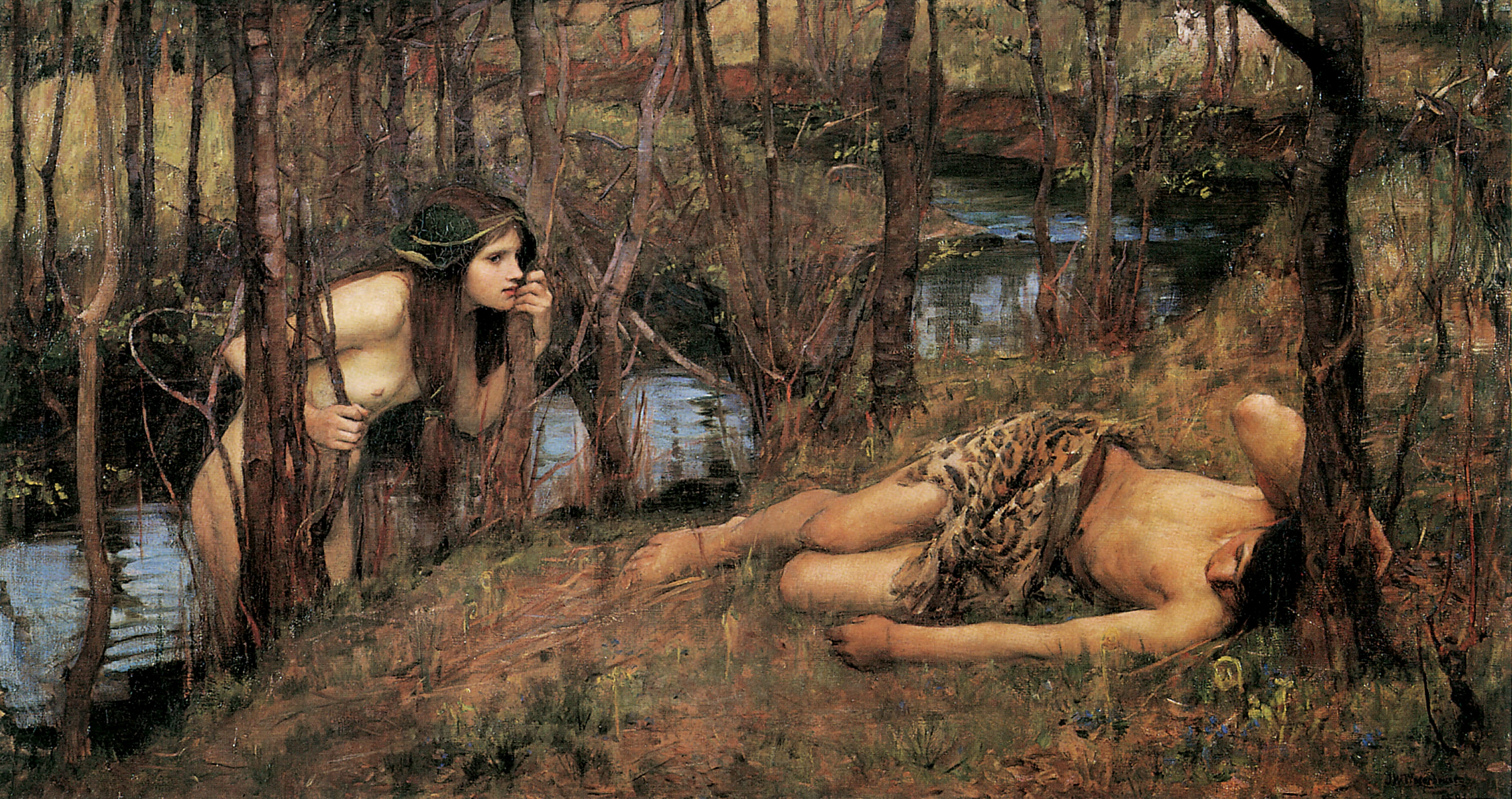
Hylas and the Nymph (Hylás a nymfa) 1893
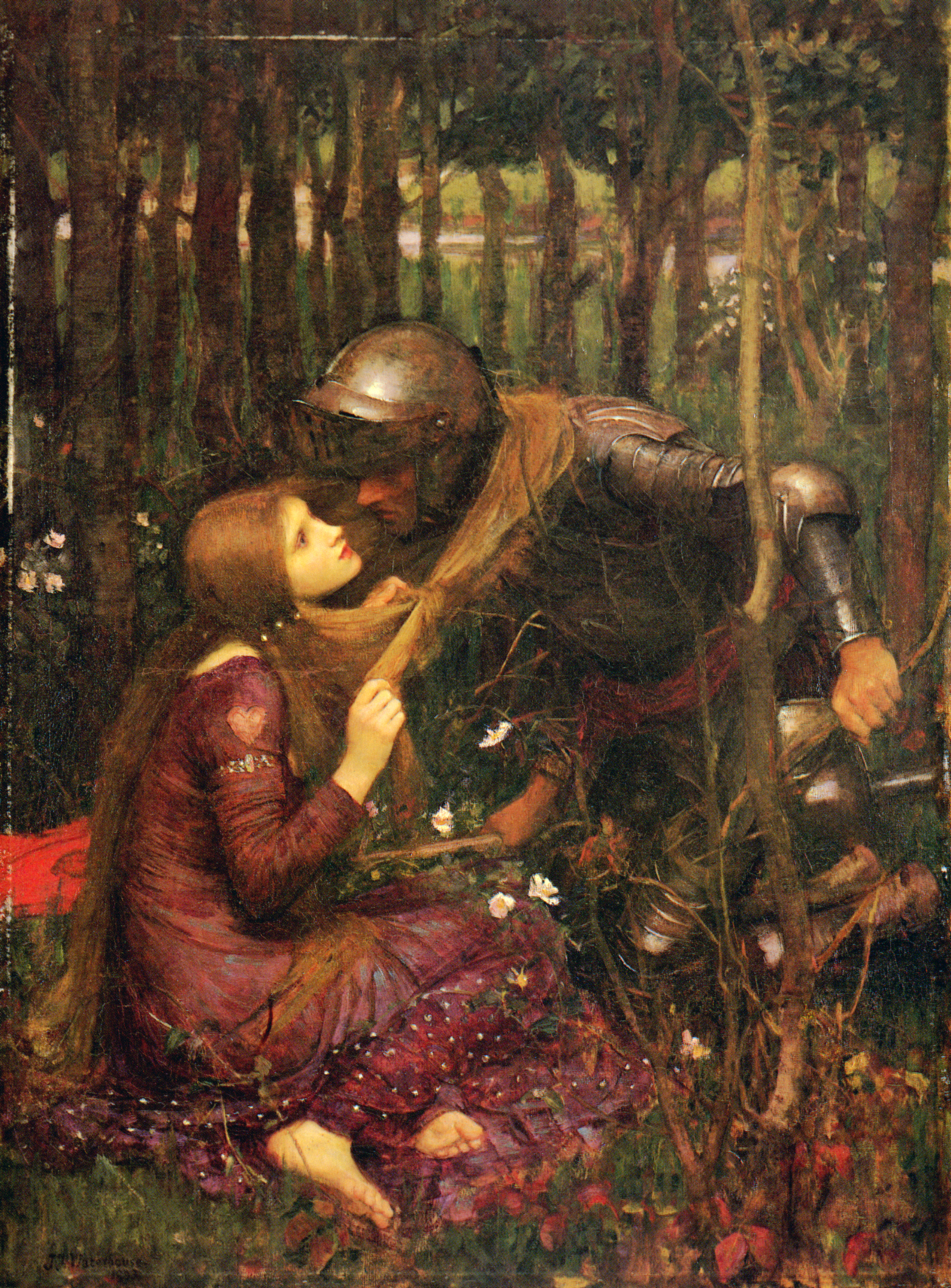
La Belle Dame sans Merci 1893
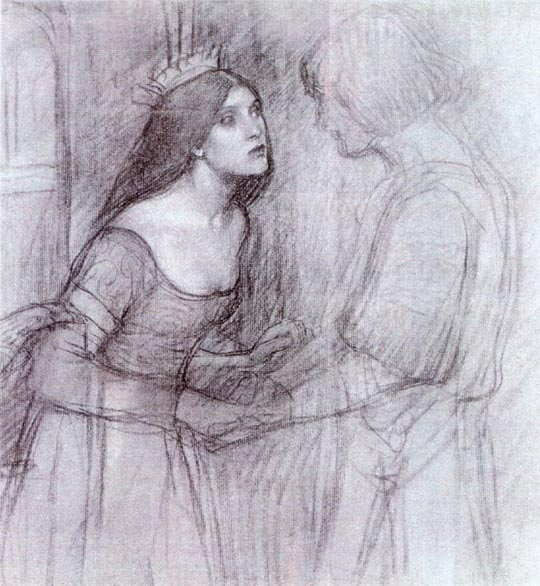
A Female Study (Studie ženy) 1894
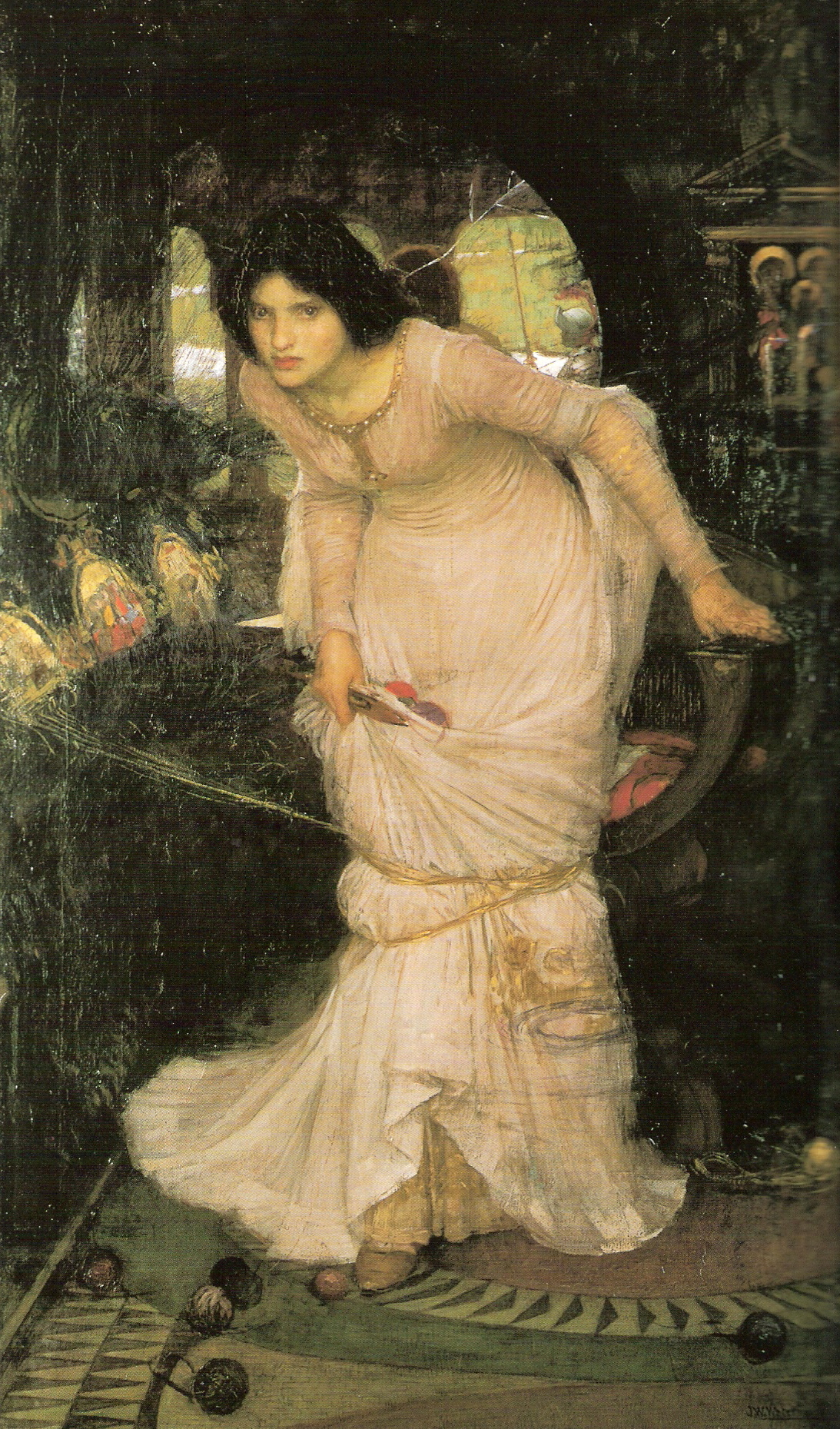
The Lady of Shallot Looking at Lancelot (Paní ze Shalott pohlíží na Lancelota) 1894
Ophelia (Ofélie) 1894
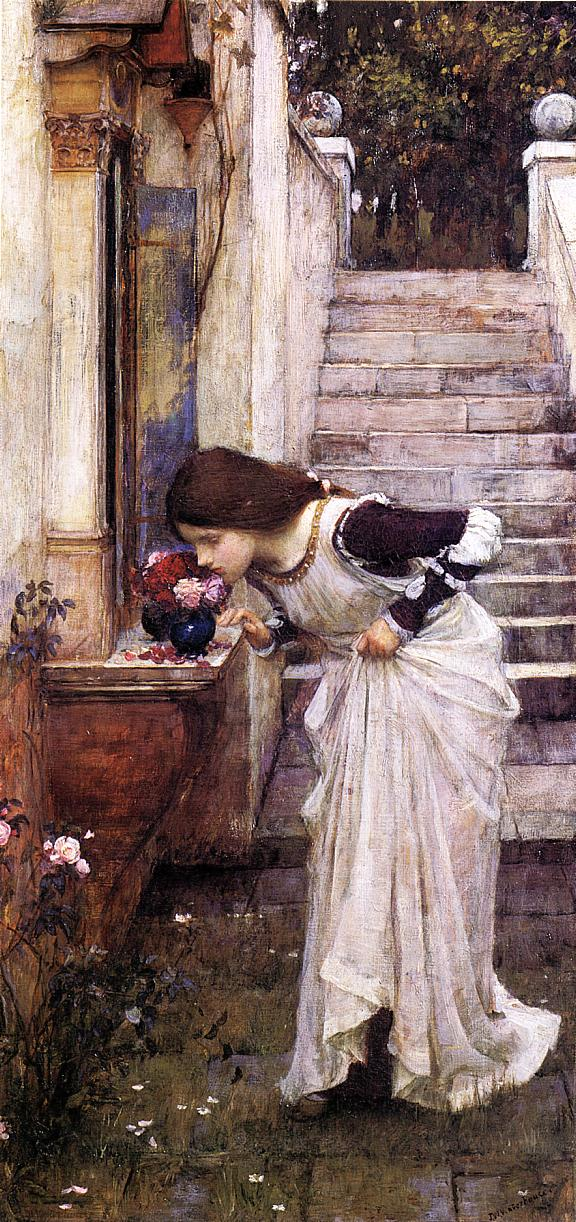
The Shrine (Svatyně) 1895
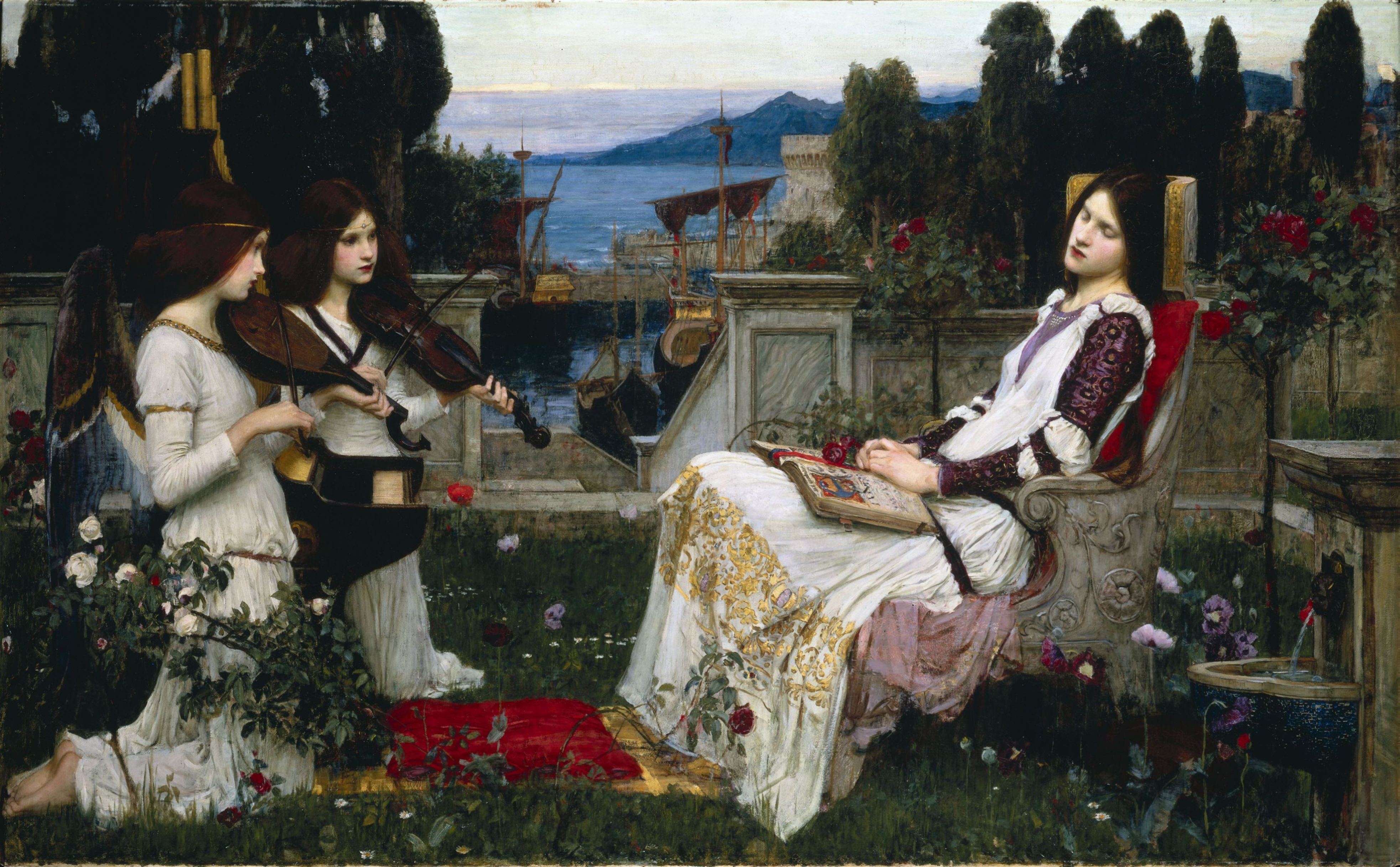
Saint Cecilia (Svatá Cecílie) 1895
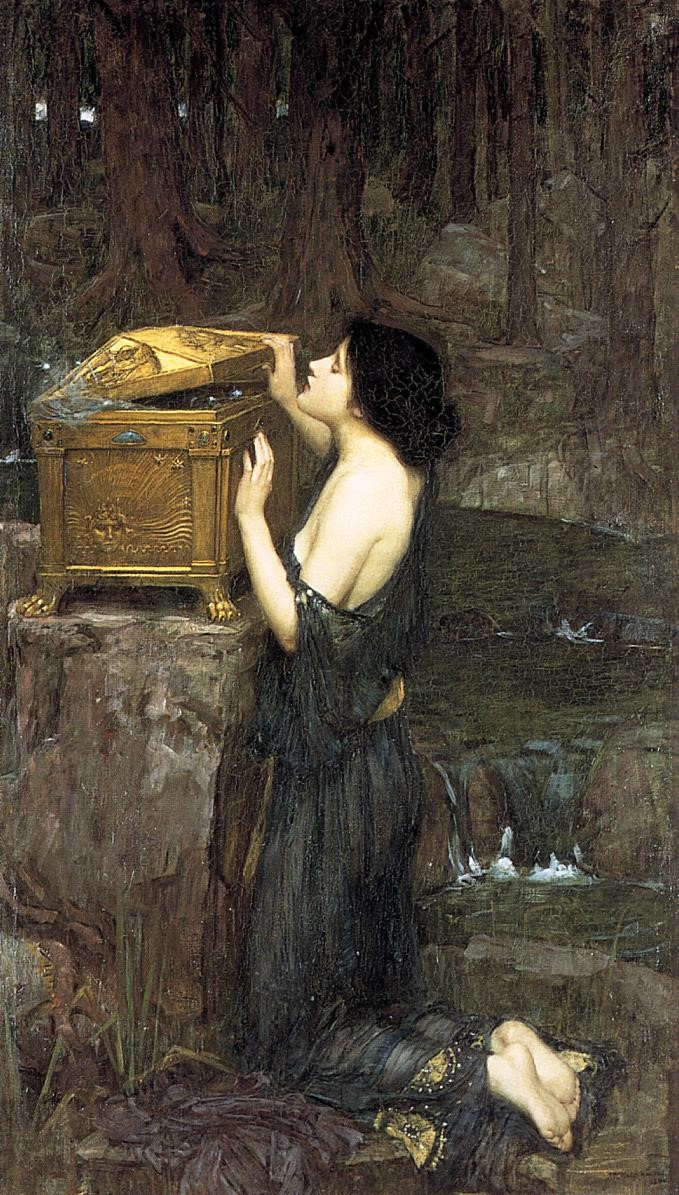
Pandora 1896
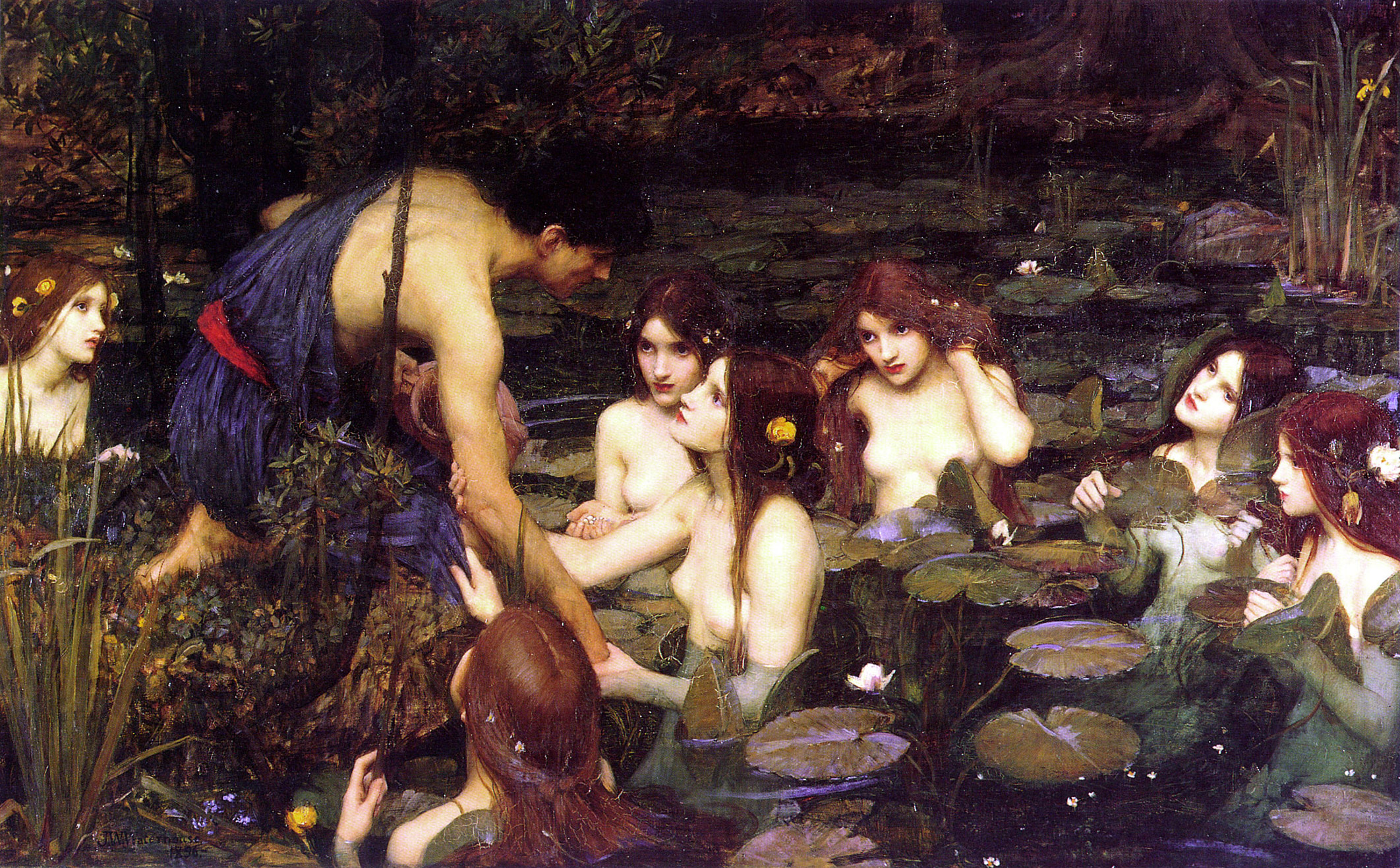
Hylas and the Nymphs (Hylás a Nymfy) 1896
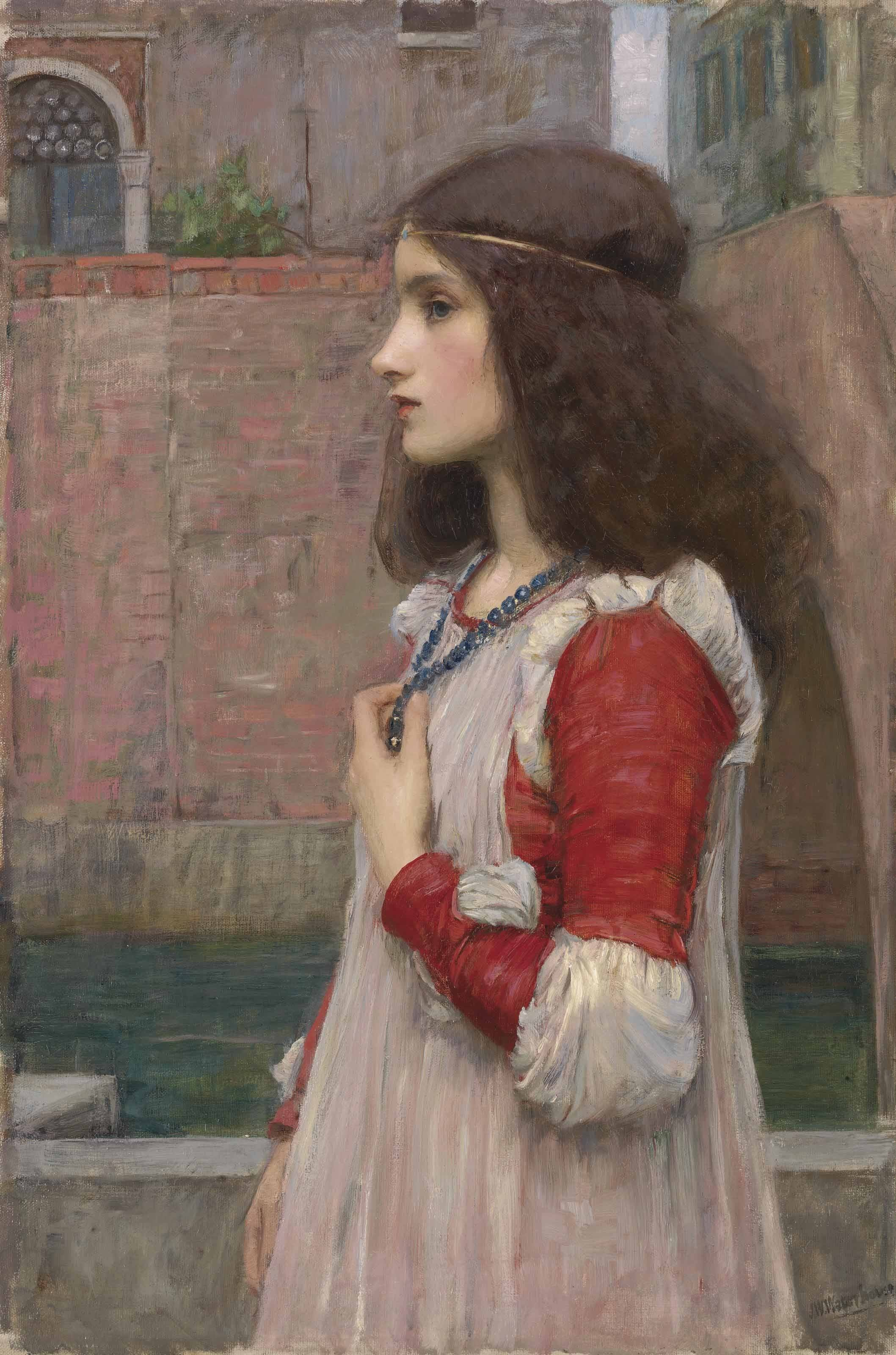
Juliet (Julie) 1898

### 1900

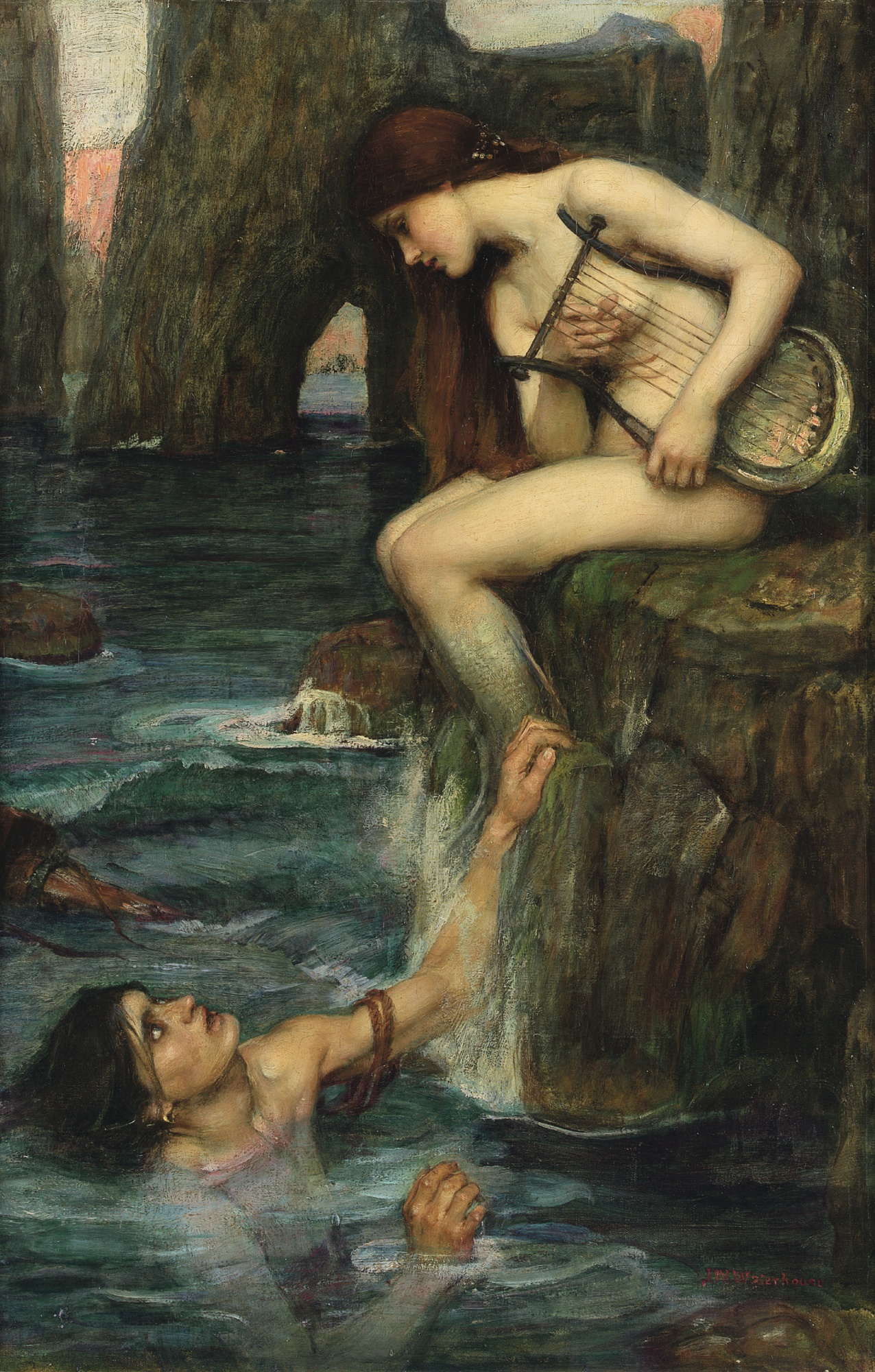
The Sieren (Siréna) circa 1900
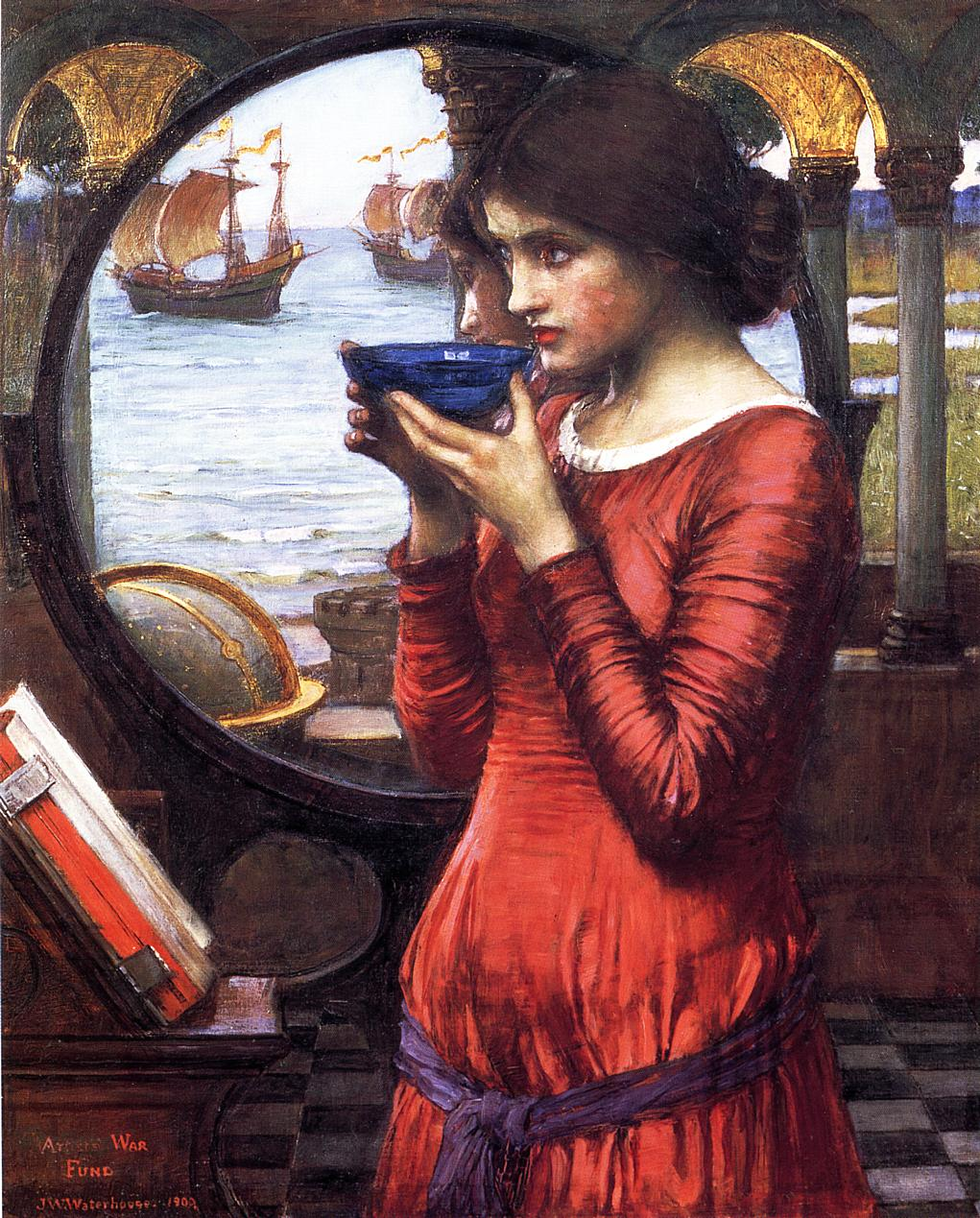
Destiny (Osud) 1900
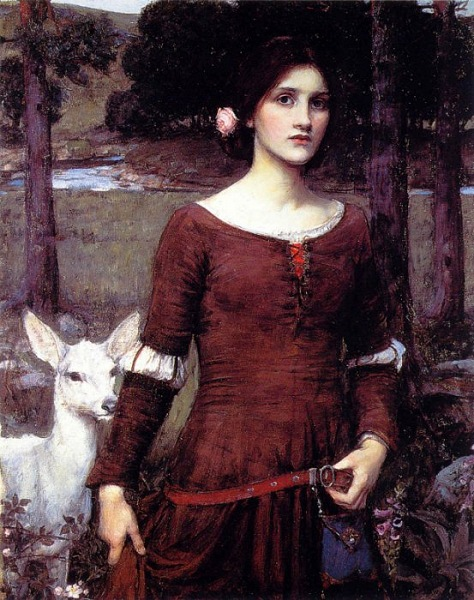
Lady Clare 1900
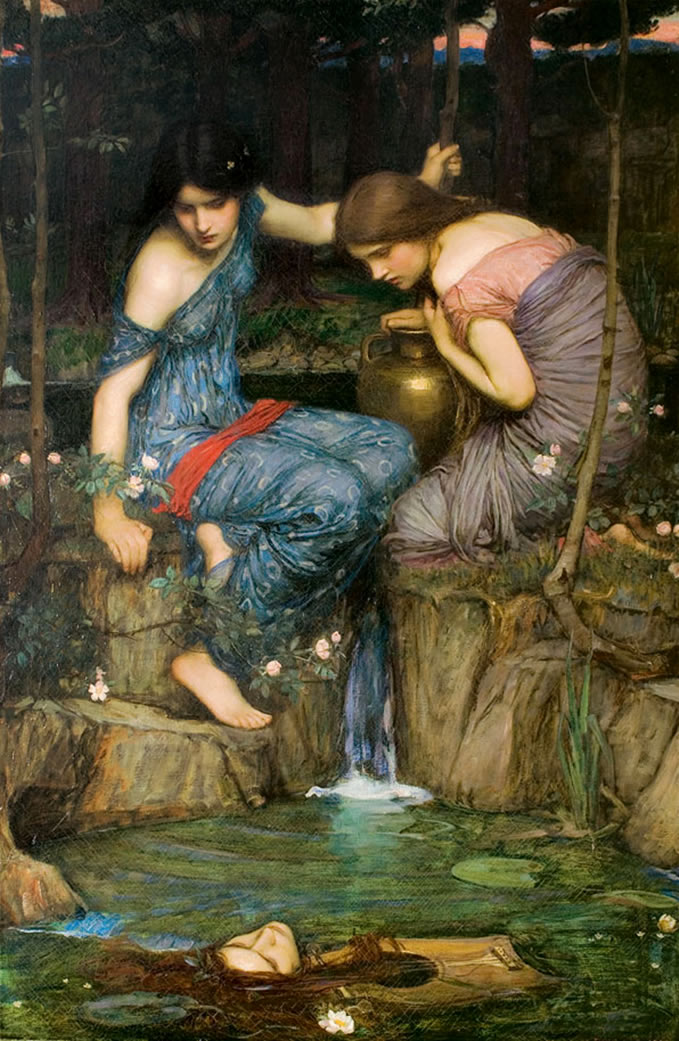
Nymphs finding the Head of Orpheus (Nymfy nacházející Orfeovu hlavu) 1900
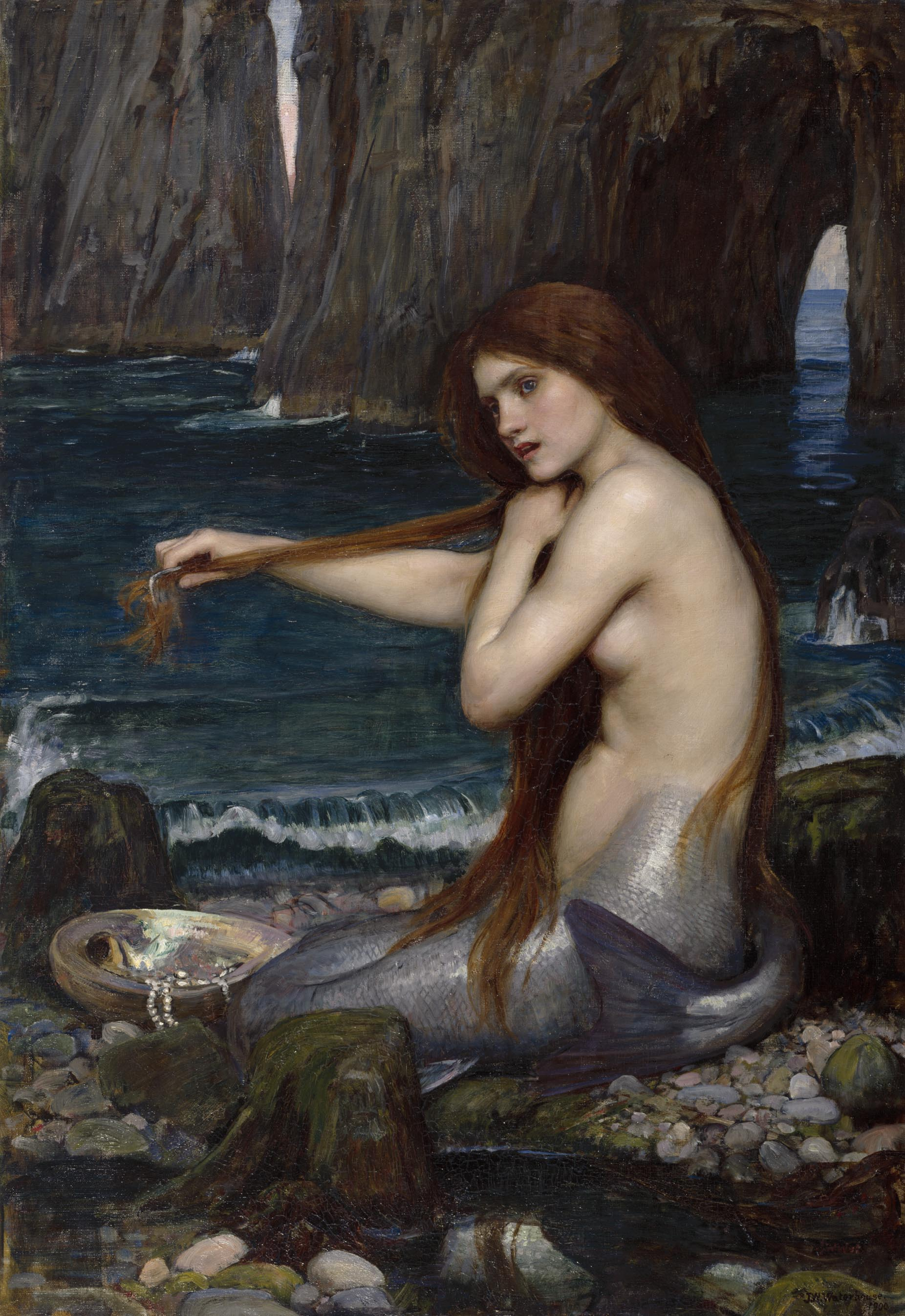
Mermaid (Mořská panna) 1901
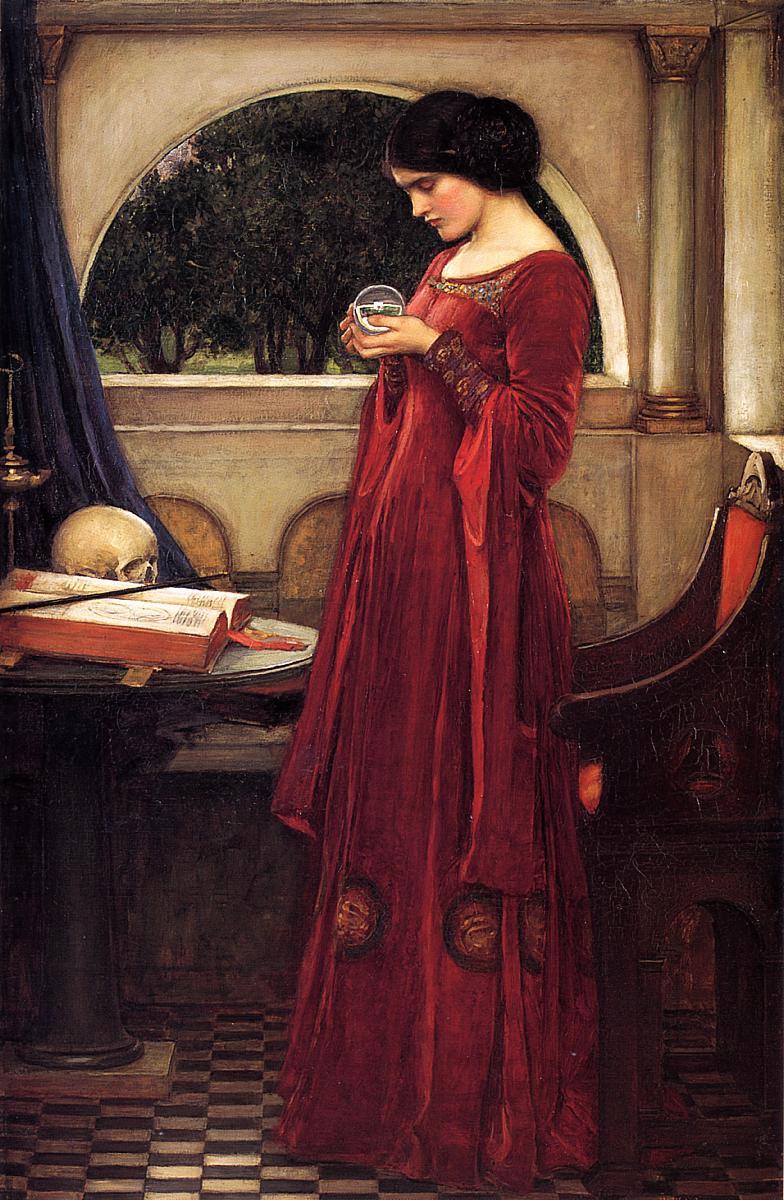
The Crystal Ball (Křišťálová koule) 1902
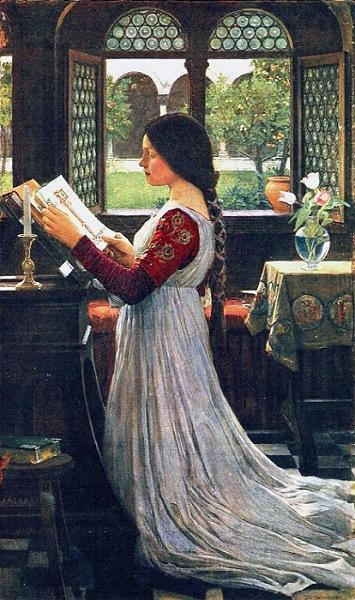
The Missal (Misál) 1902
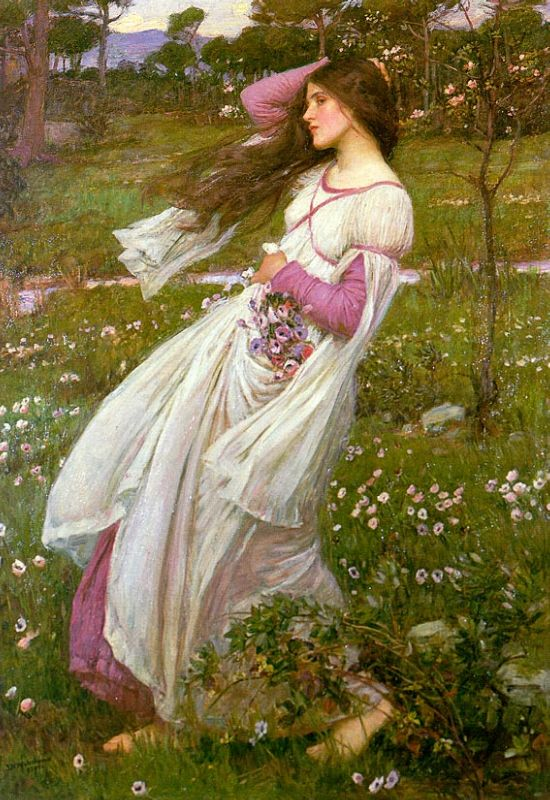
Windflowers (Sasanky) 1902
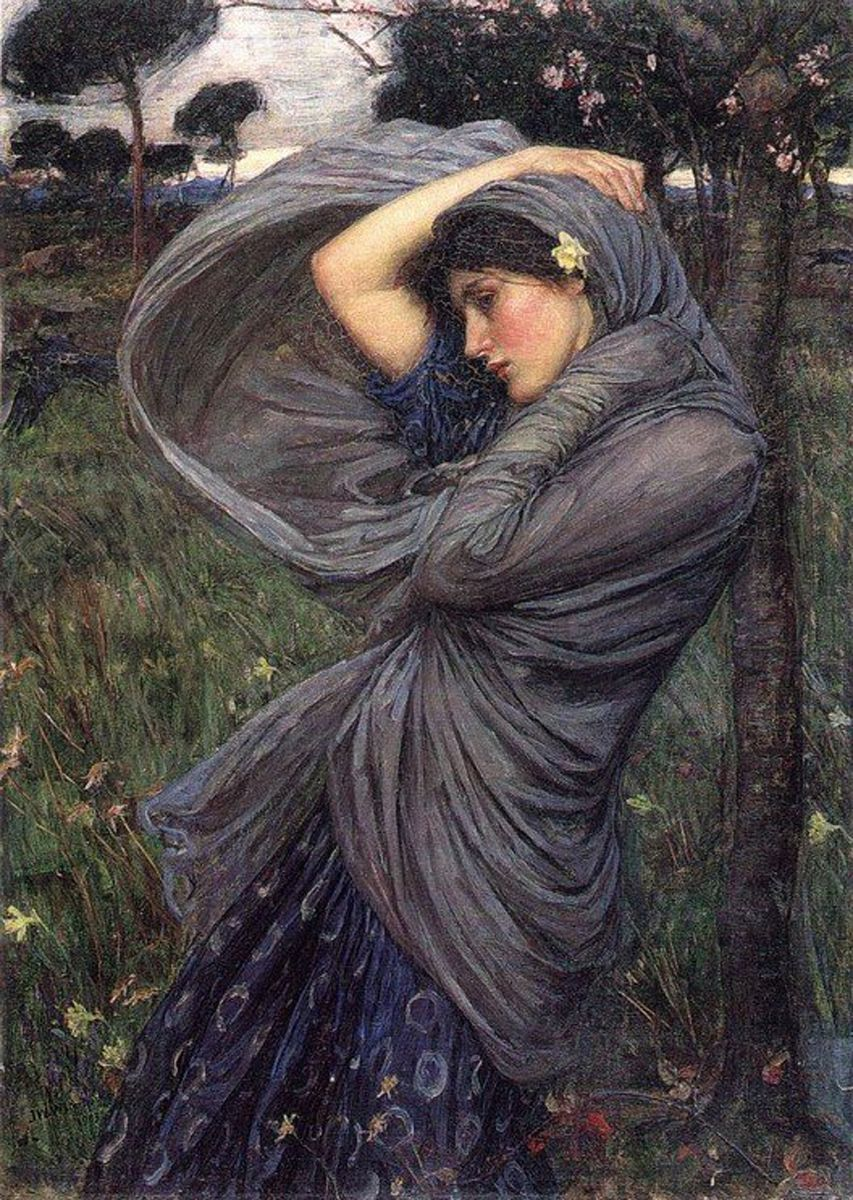
'[Boreas (Boreás) 1903
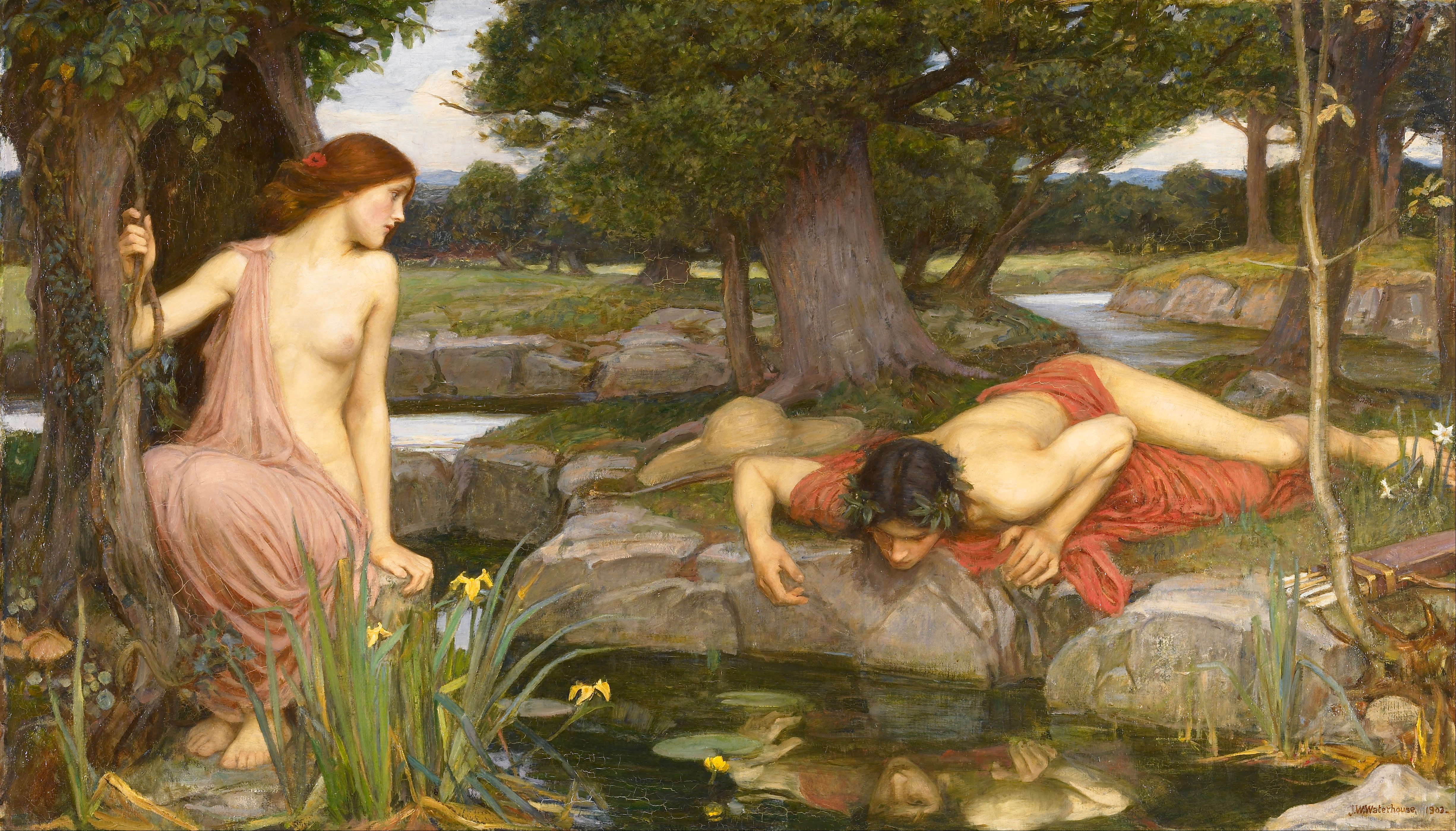
Echo and Narcissus (Echó a Narcis) 1903
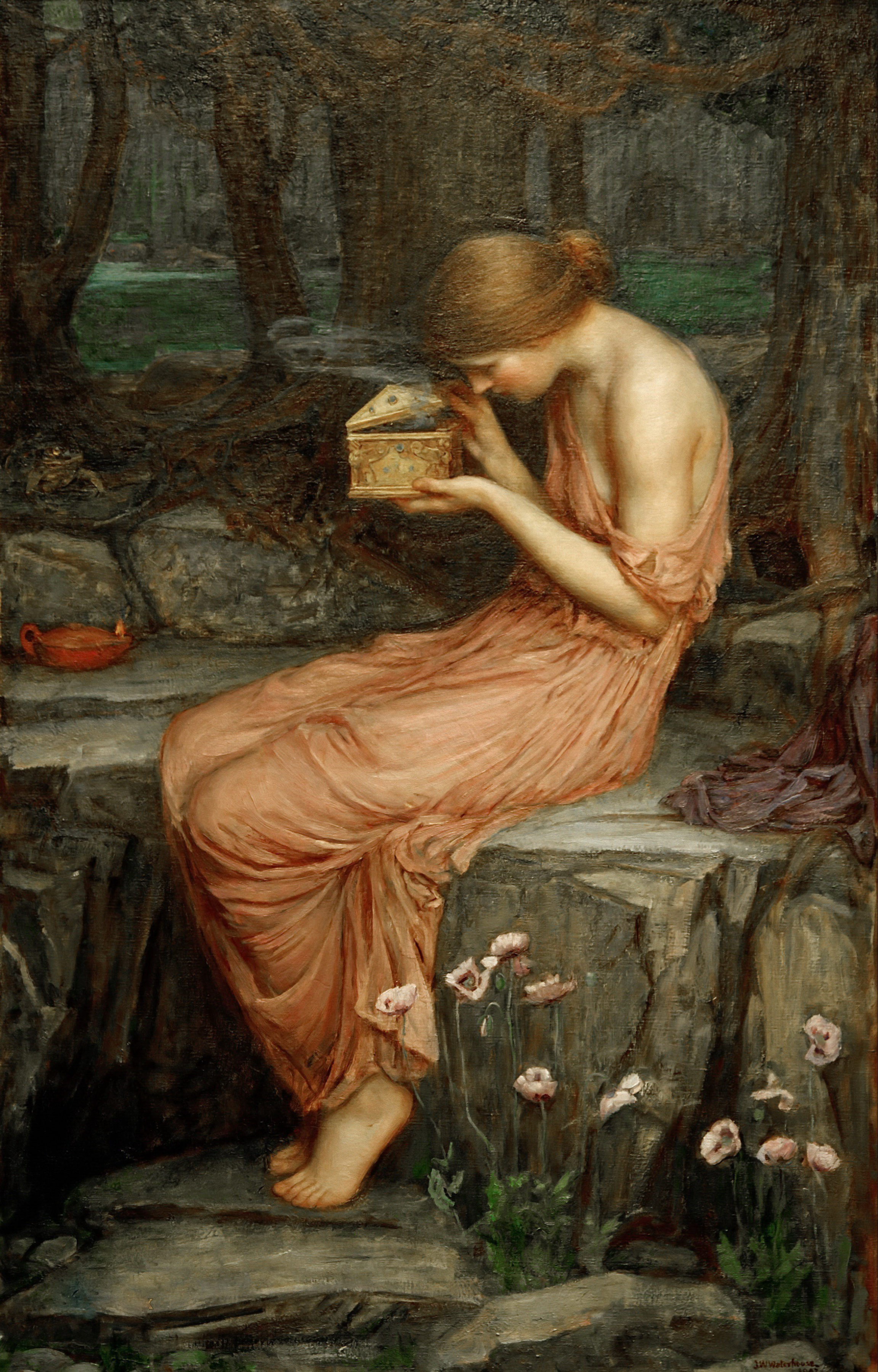
Psyche Opening the Golden Box (Psyché otevírá zlatou skříňku) 1903
Psyche Opening the Door into Cupid's Garden (Psyché otevírá dveře do Kupidovy zahrady) 1904
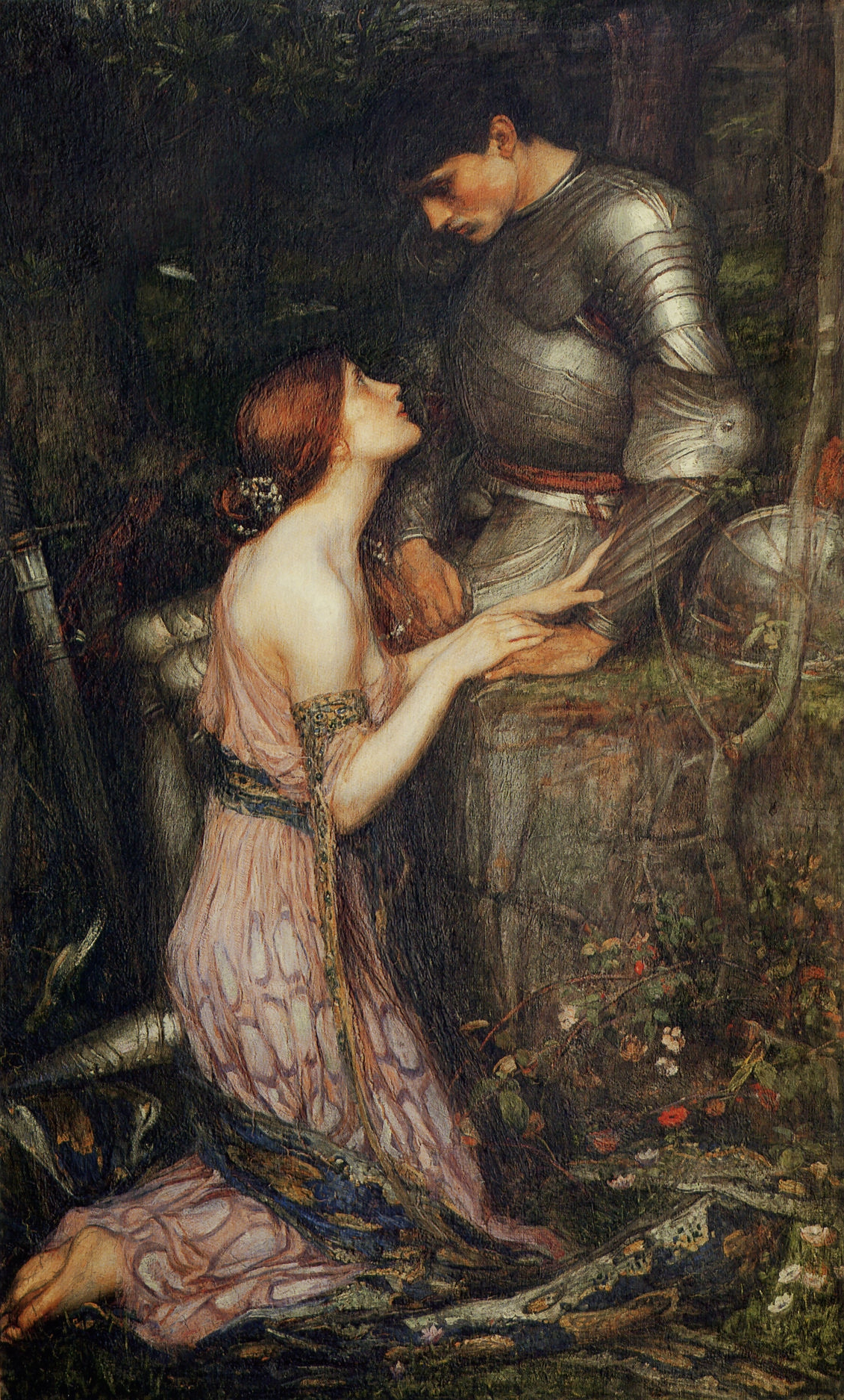
Lamia (verze 1) 1905
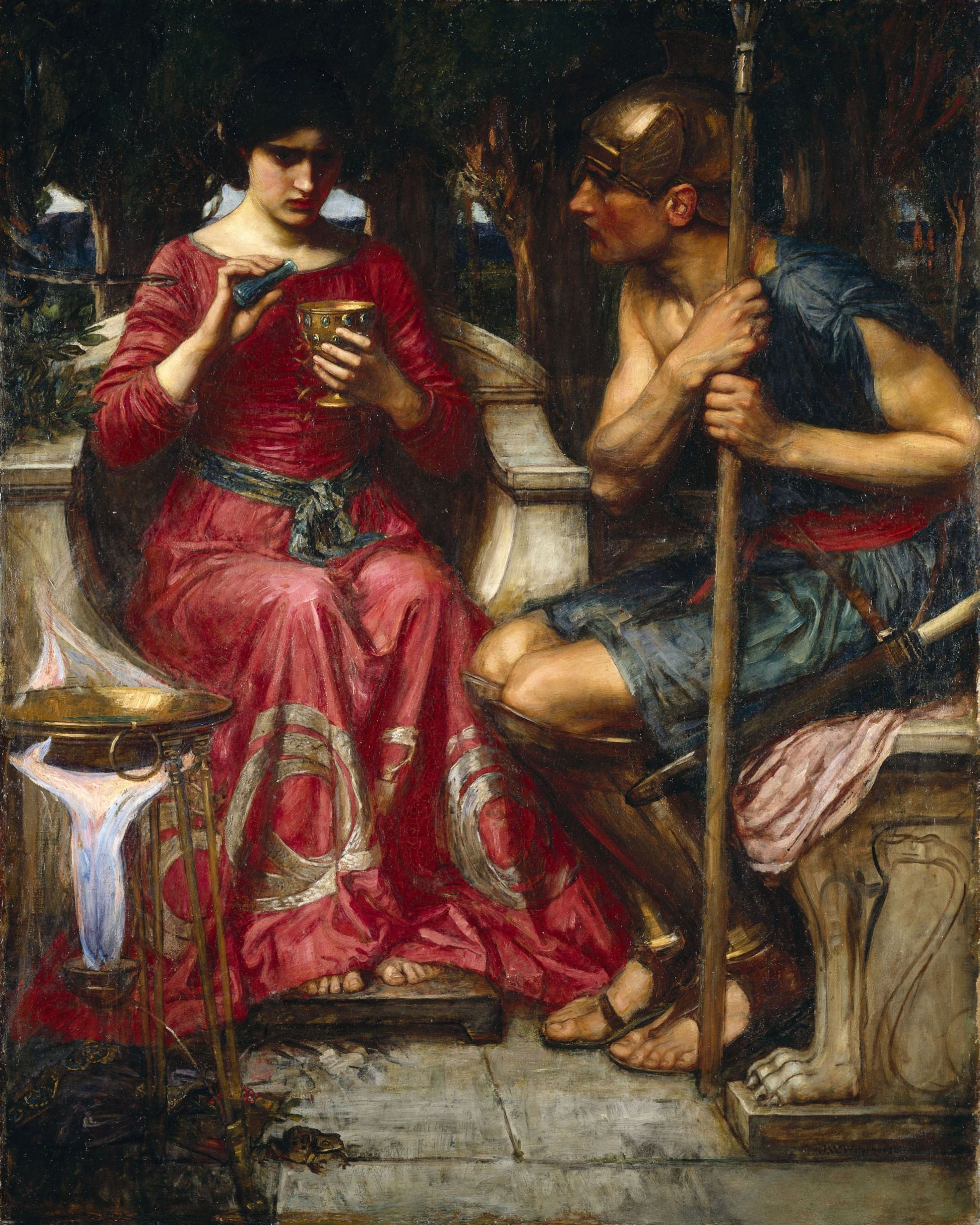
Jason and Medea (Jason a Médea) 1907
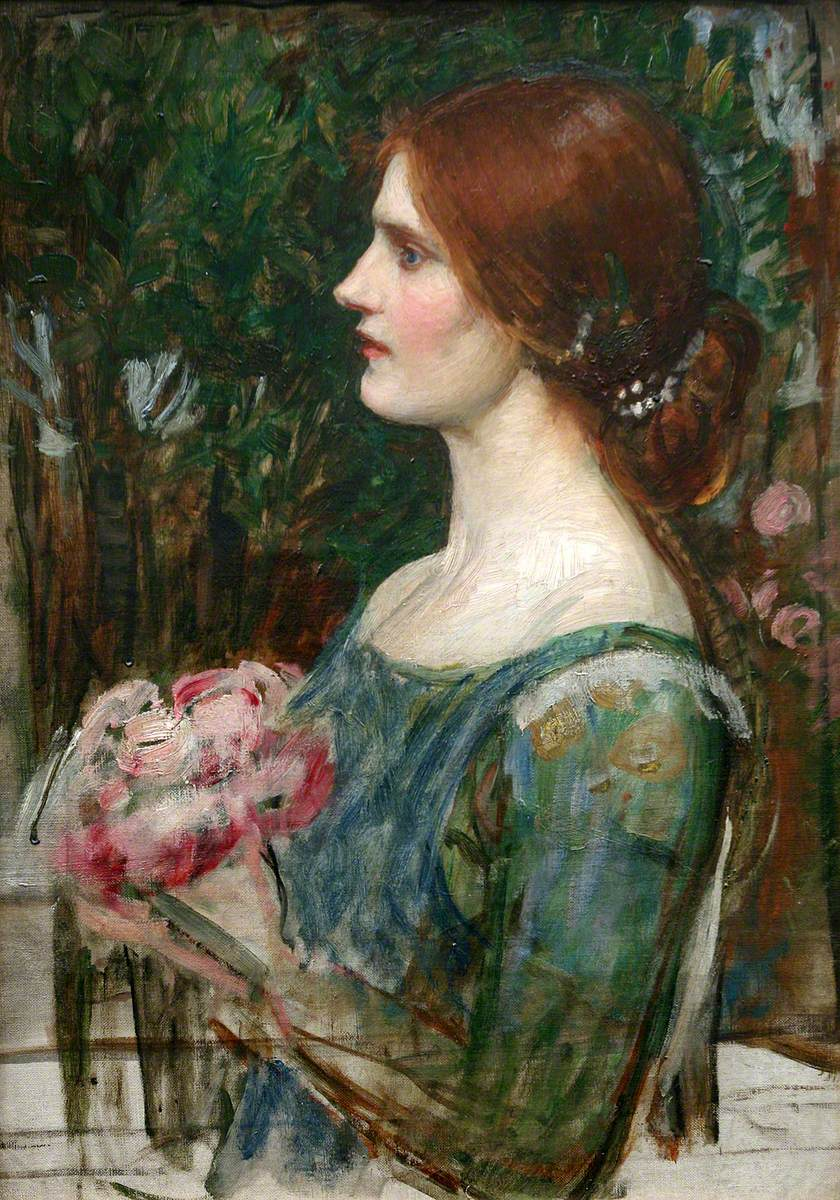
The Bouquet (Kytice) (studie) 1908
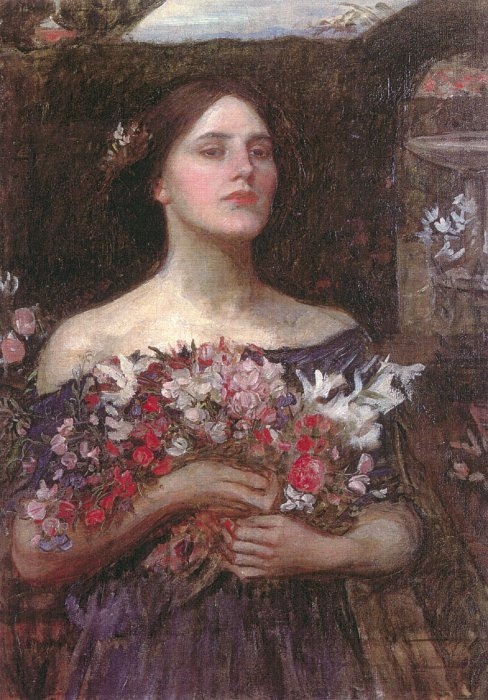
Ophelia (Ofélie) (studie) circa 1908
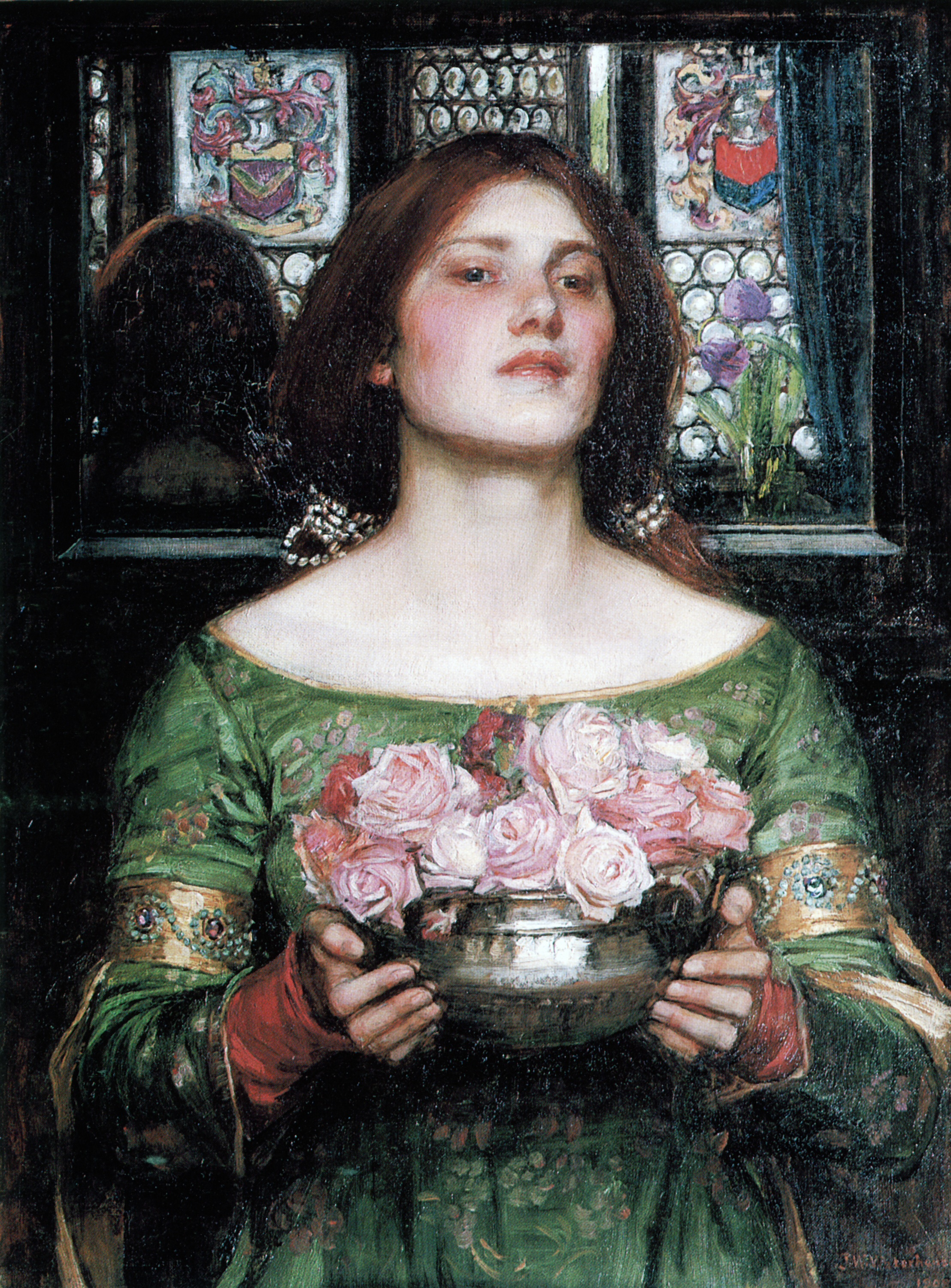
Gather Ye Rosebuds While Ye May (Sesbírejte poupata, dokud kvetou) 1908
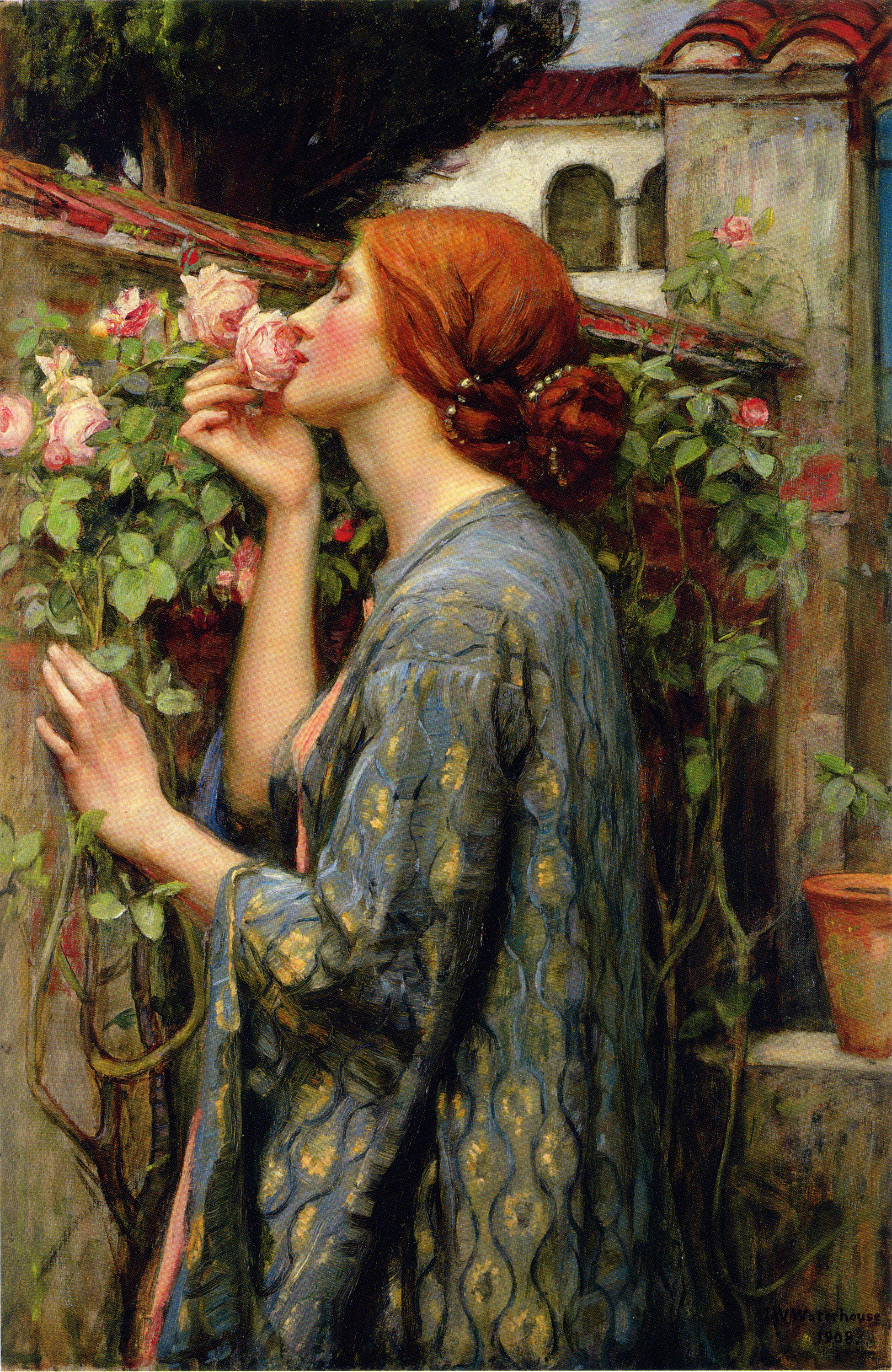
The Soul of the Rose (Duše růže) 1908
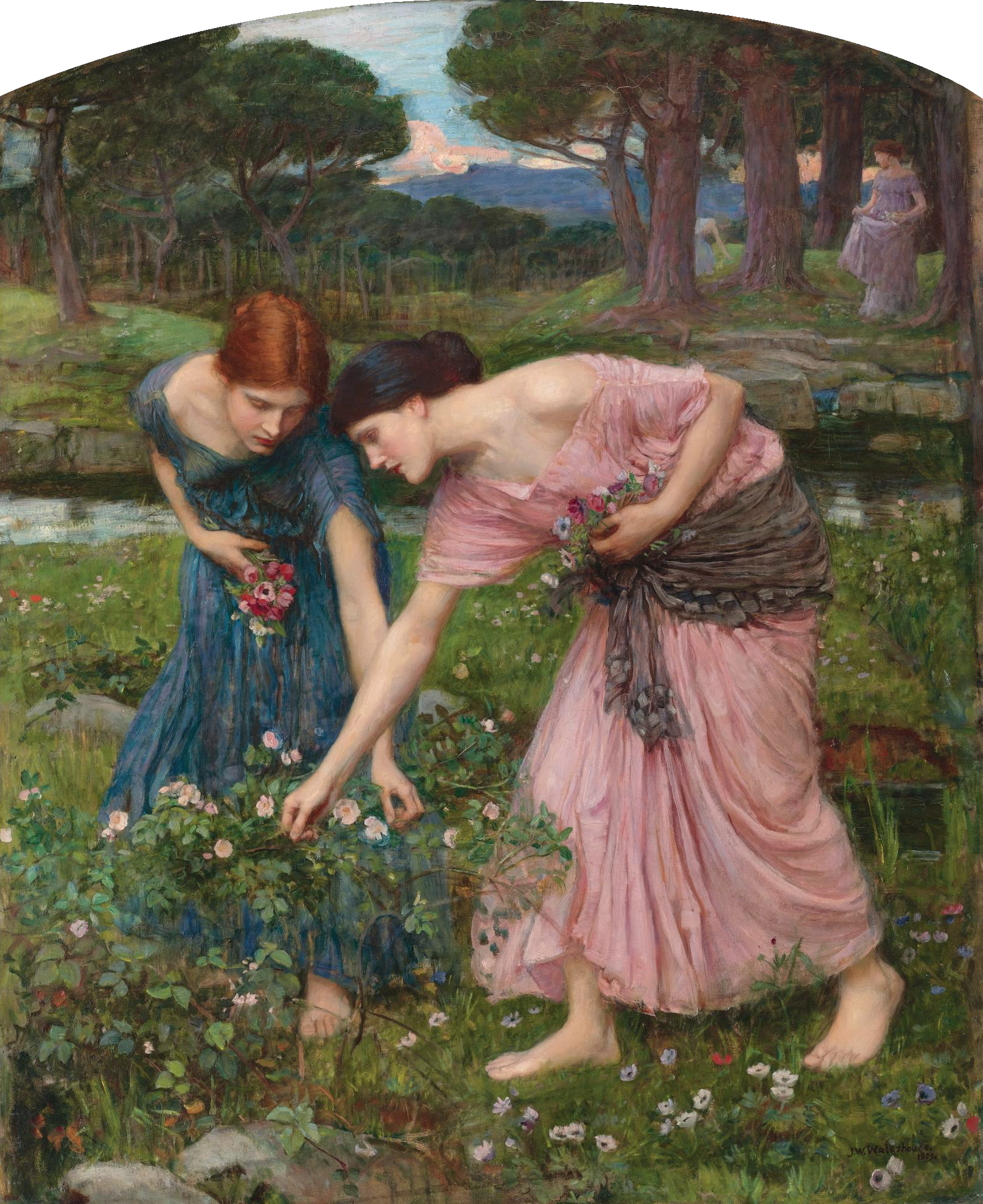
Gather Ye Rosebuds While Ye May (Sesbírejte poupata, dokud kvetou) 1909
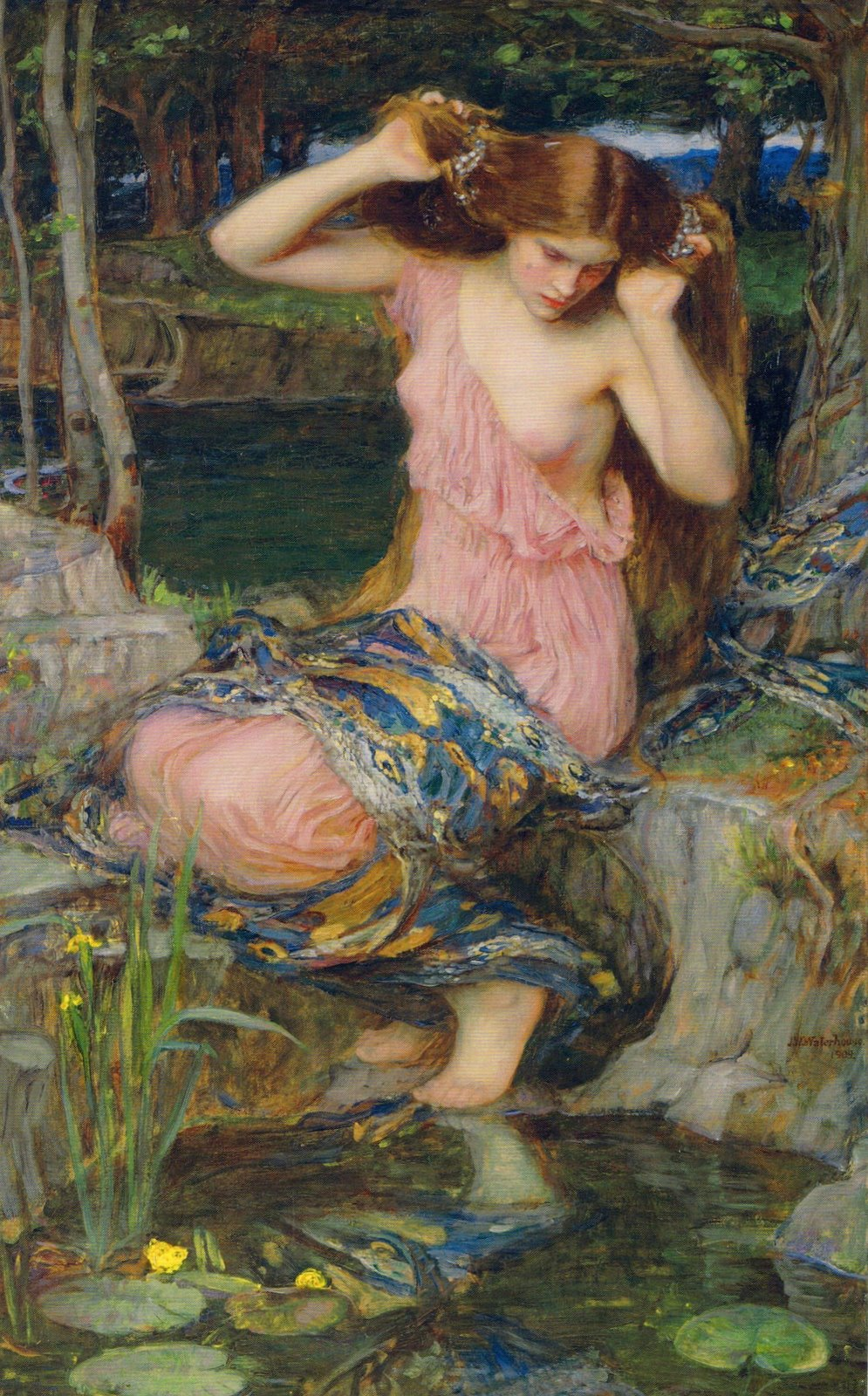
Lamia (verze 2) 1909
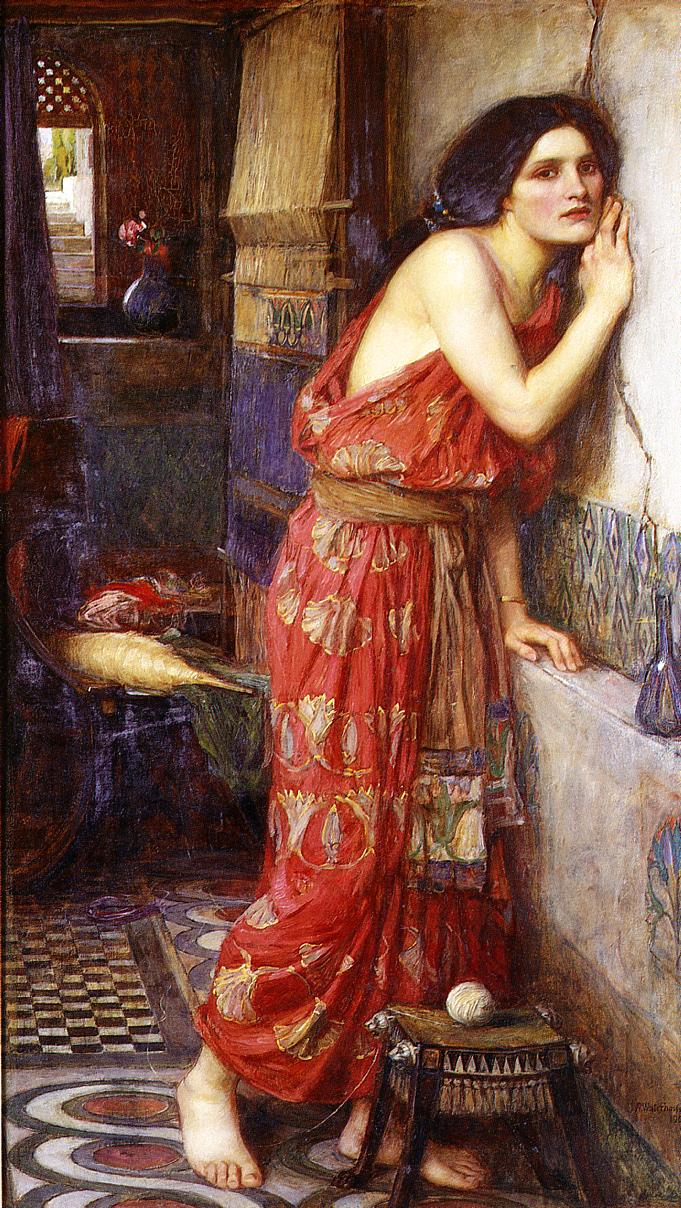
Thisbe 1909

### 1910–1916

Ophelia (Ofélie) 1910
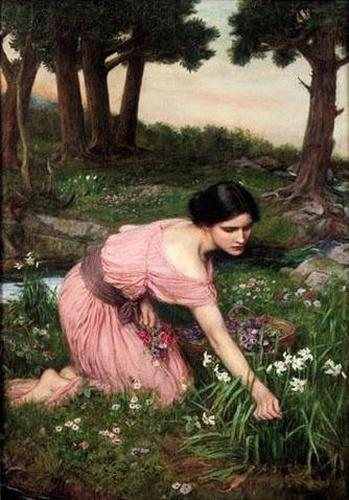
Spring Spreads One Green Lap of Flowers (Jaro rozprostírá zelený polštář květin) 1910
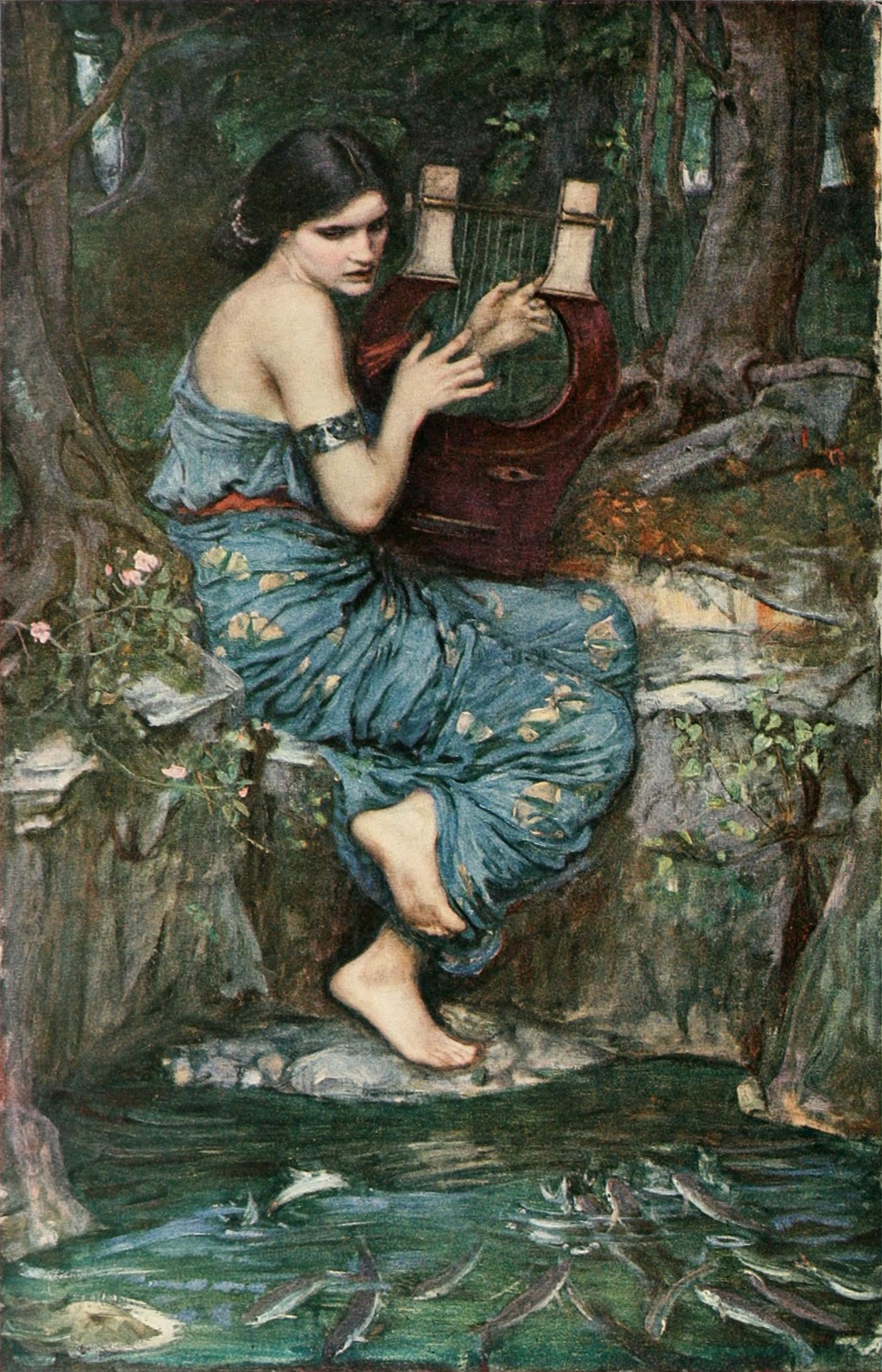
The Charmer (Čarodějka) 1911
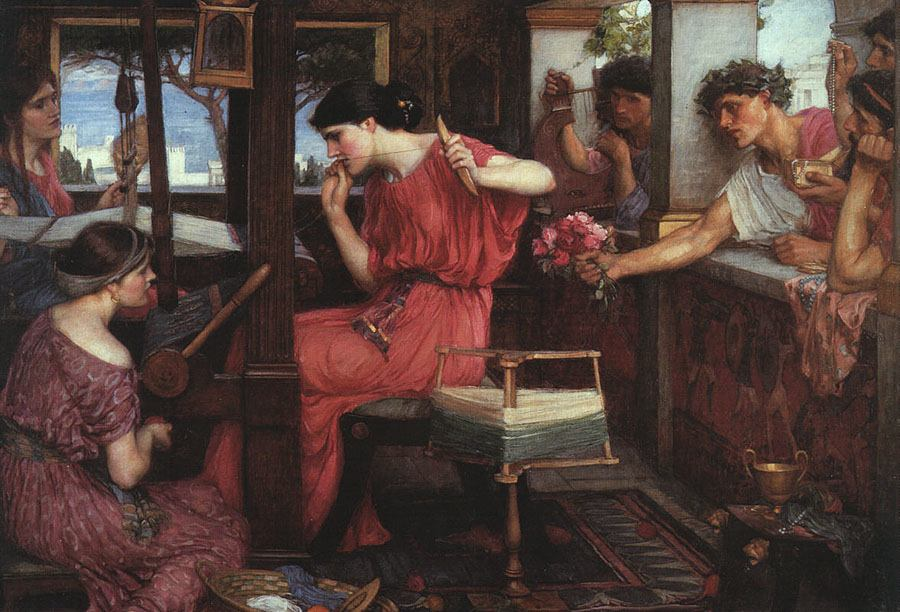
Penelope and the Suitors (Penelopa a její ctitelé) 1912
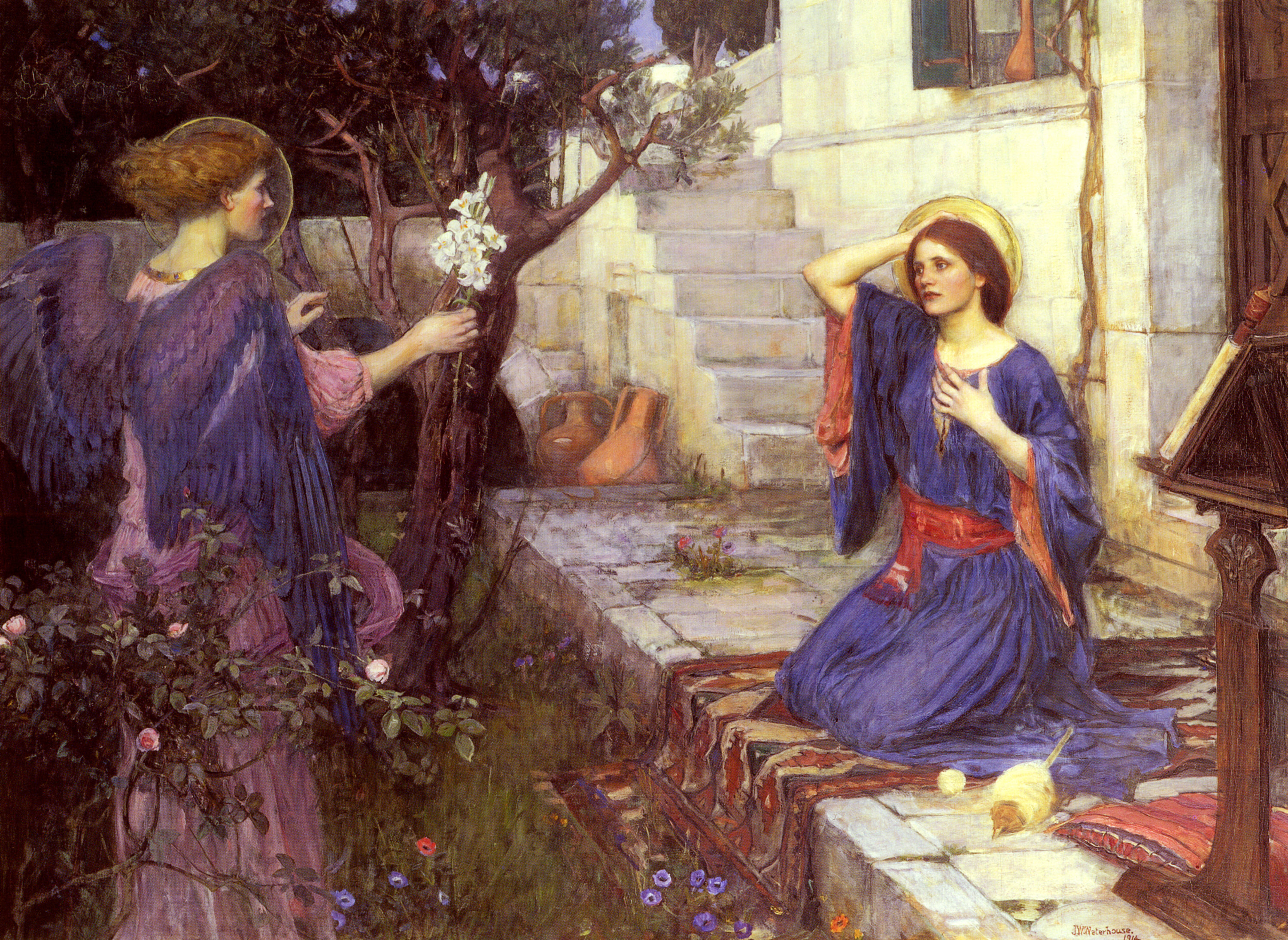
The Annunciation (Zvěstování) 1914
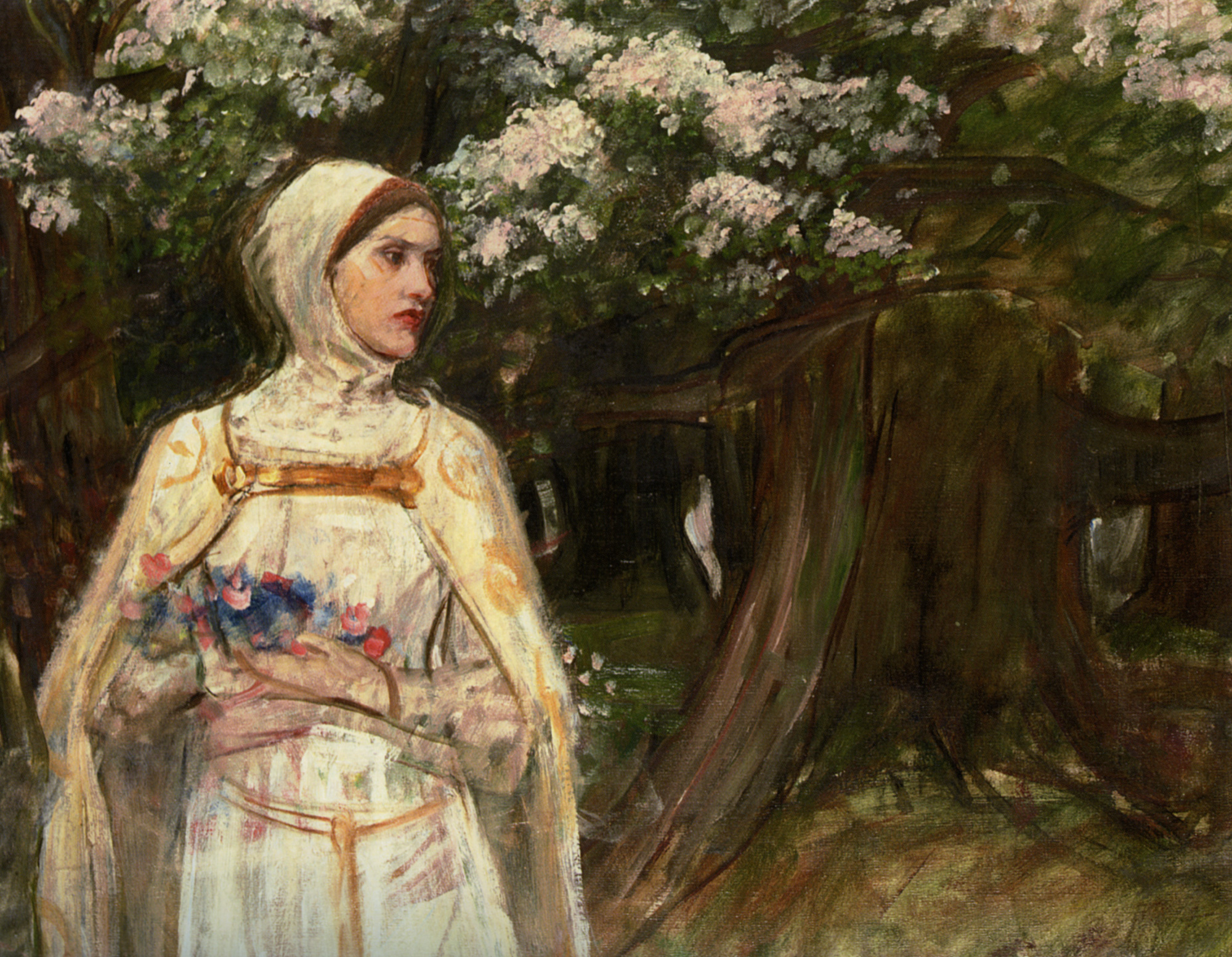
Beatrice Circa 1915
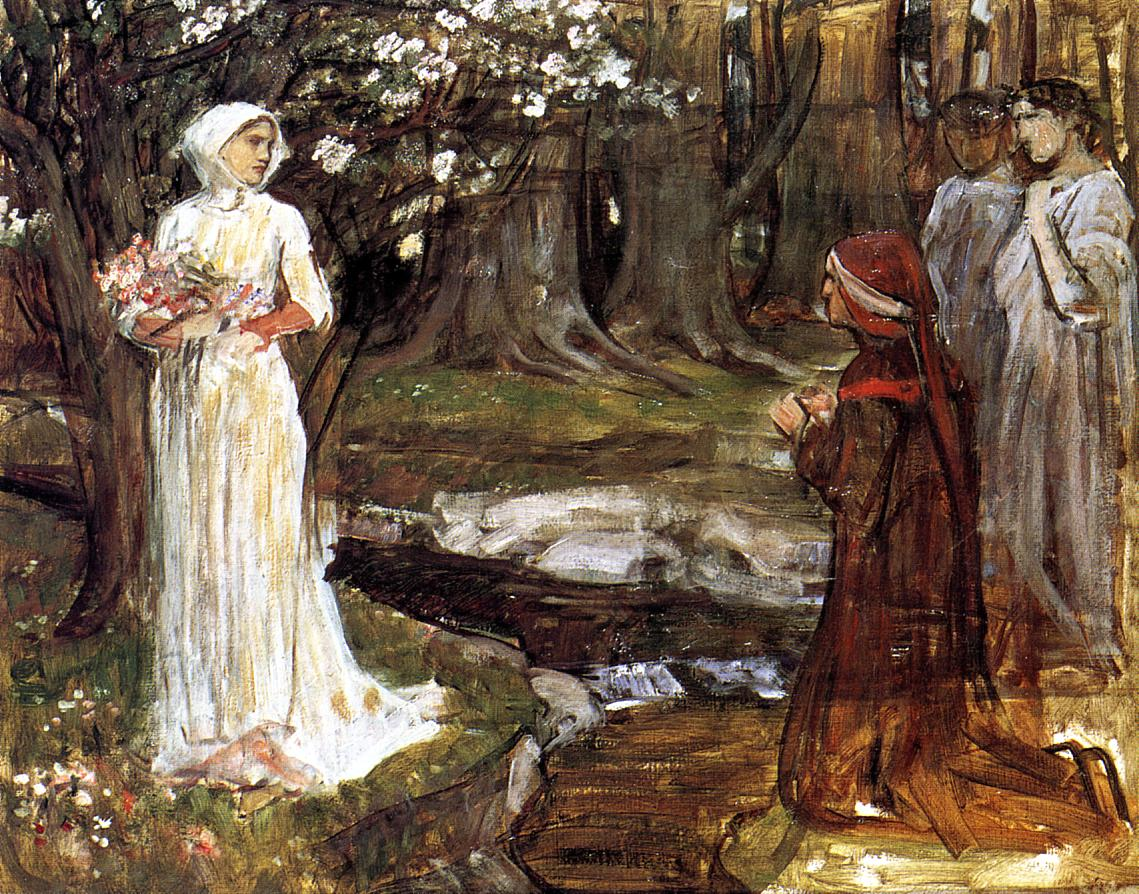
Dante and Beatrice (Dante a Beatrice) 1915
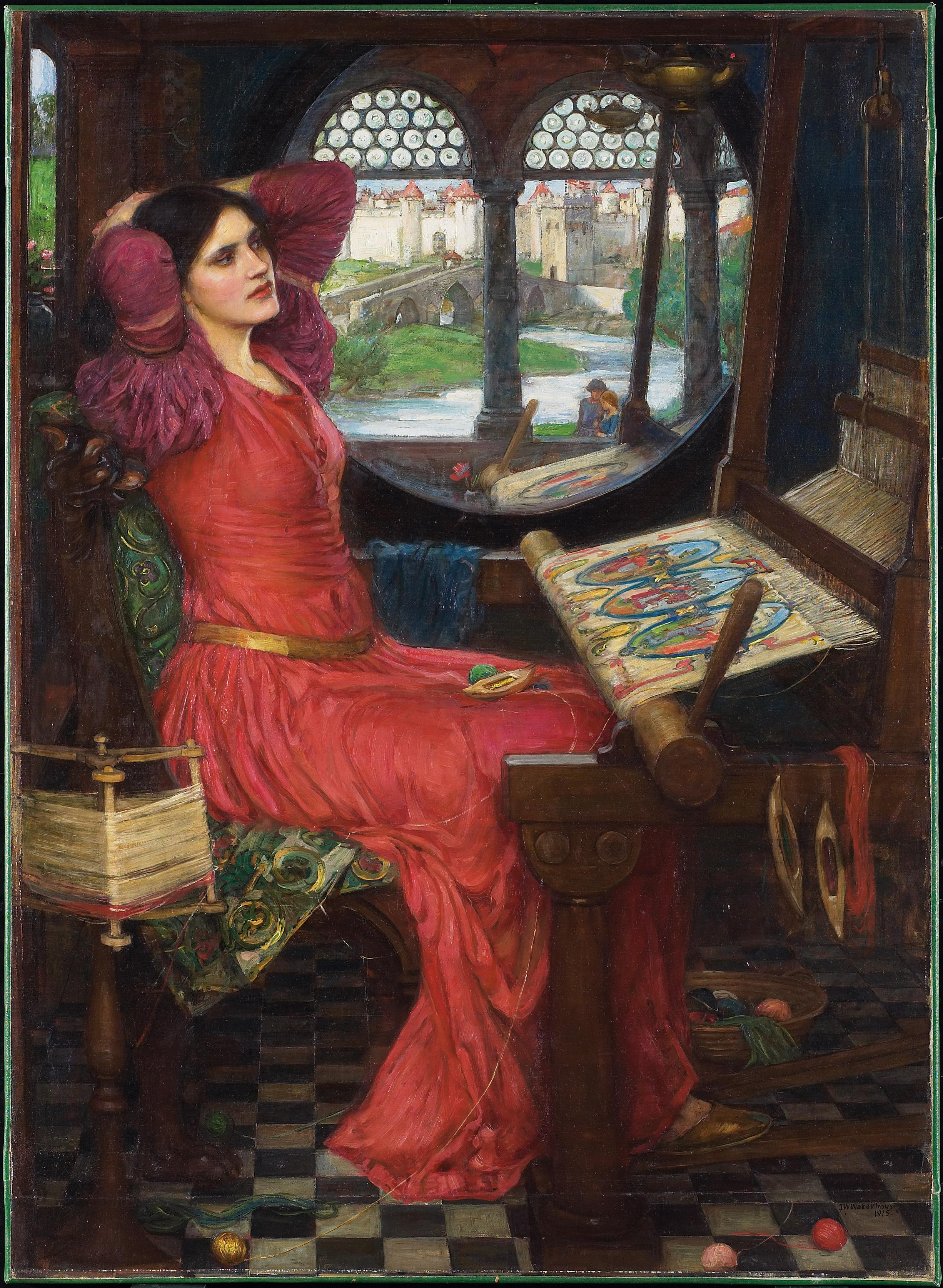
I am Half-sick of Shadows, Said the Lady of Shalott (Ze stínů již jsem napůl chorá, řekla paní ze Shalott) 1916
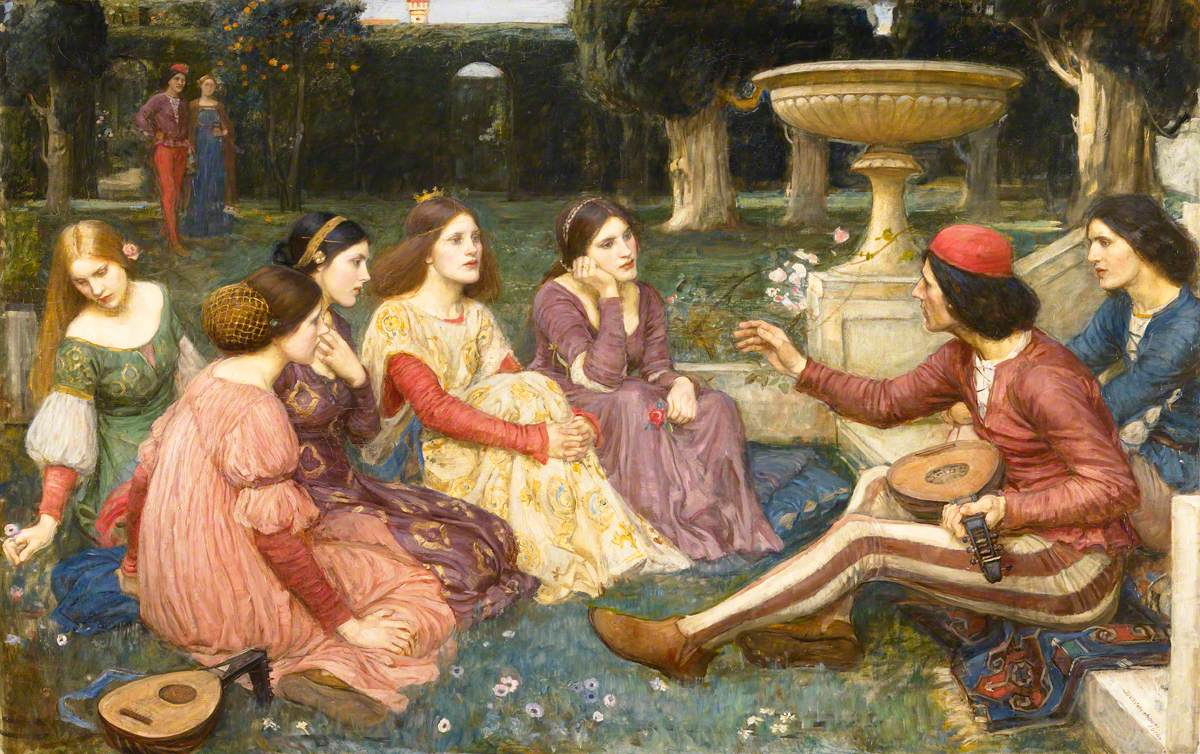
A Tale from the Decameron (Příběh z Dekameronu) 1916
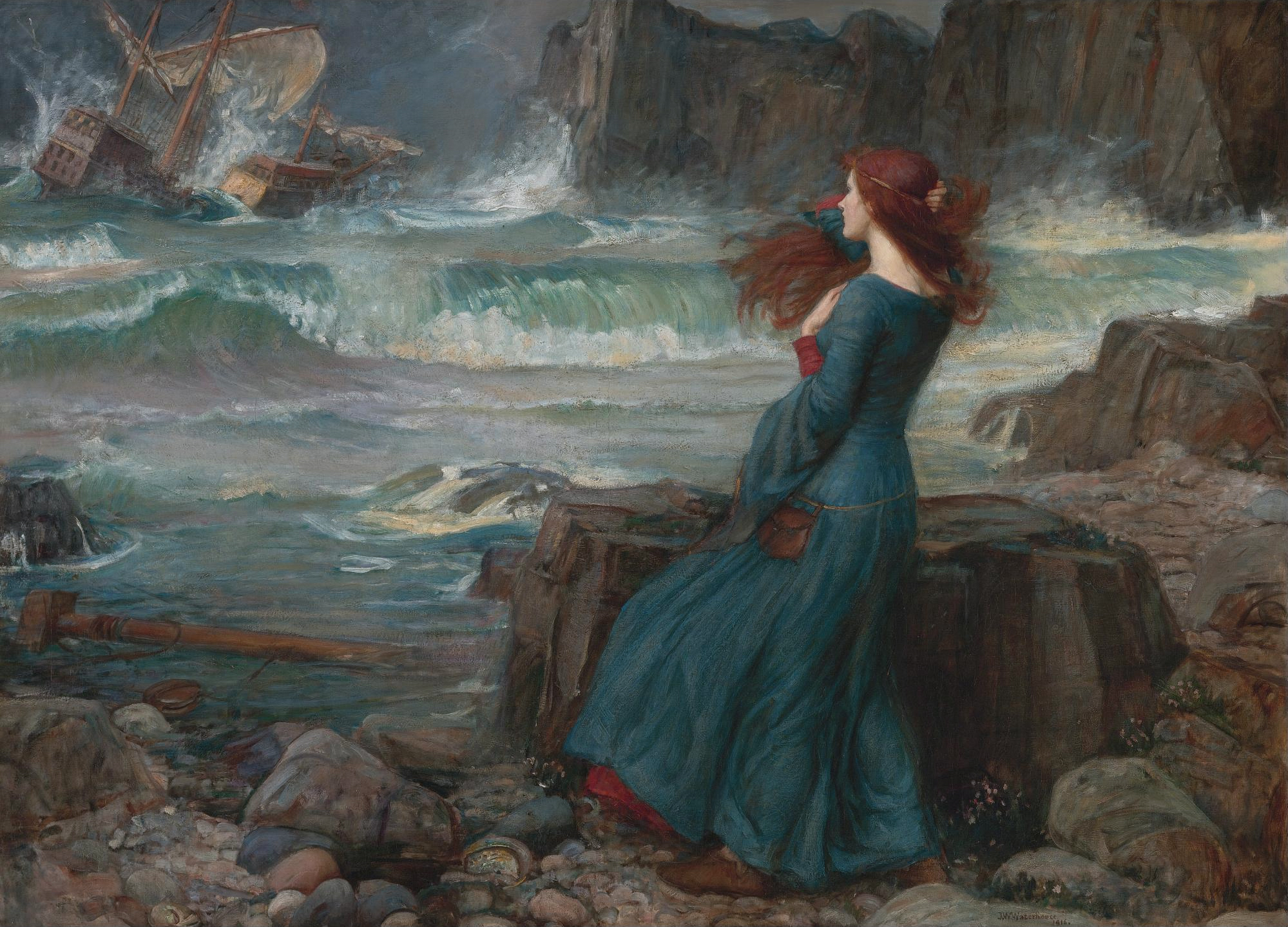
Miranda – The Tempest (Miranda – Bouře) 1916
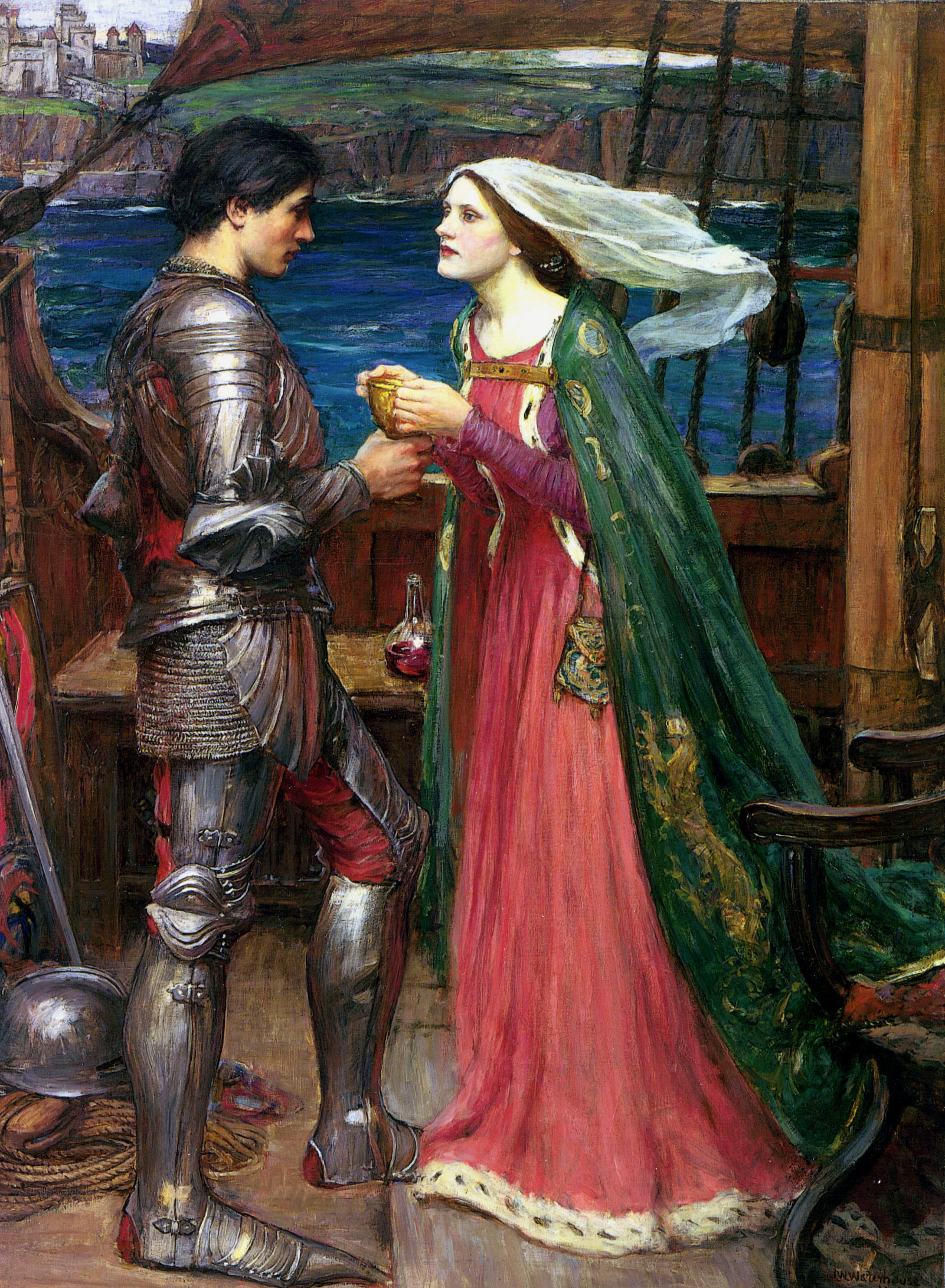
Tristan and Isolde (Tristan a Isolda) 1916